# The Undertaker
Mark William Calaway (Houston, Texas, 24 de marzo de 1965), conocido como The Undertaker, es un exluchador profesional y actor estadounidense. Actualmente trabaja como embajador para la empresa WWE.
Después de luchar en la World Championship Wrestling (WCW) como «Mean» Mark Callous de 1989 a 1990, firmó contrato con la empresa World Wrestling Federation (WWF, ahora WWE) en 1990. Como The Undertaker, su gimmick es el de una entidad de terror con temas dinámicamente oscuros, macabros; que emplea tácticas de miedo y tiene enlaces con lo sobrenatural. Dentro del kayfabe, The Undertaker es el medio hermano del también luchador de la WWE, Kane, con quien alternativamente se ha enfrentado y aliado como The Brothers of Destruction. Desde destronar a Hulk Hogan como Campeón de la WWF en 1991, The Undertaker ha estado involucrado en numerosos argumentos fundamentales en la historia de la WWE.
También fue ganador del Royal Rumble 2007. Así como ganador del Elimination Chamber 2008 en No Way Out , Entre otros reconocimientos, Calaway es un ocho veces campeón mundial, después de haber ganado el Campeonato de la WWF/E en cuatro ocasiones, el Campeonato Mundial Peso Pesado tres veces y el Campeonato Mundial Peso Pesado Unificado de la USWA una vez. En 2022, 1 año y medio después de haber anunciado su retiro de los cuadriláteros, fue exaltado al Salón de la Fama de WWE.

## Primeros años
Calaway es el menor de los cinco hijos de Frank y Catherine Calaway.
En la Waltrip High School fue parte de los equipos de baloncesto y fútbol americano. En 1983 recibió una beca para estudiar en el Angelina College de Lufkin, Texas, a cambio de que jugara como pívot para los Roadrunners, el equipo de baloncesto de la institución.
En 1985 se transfirió a la Universidad Wesleyana de Texas, uniéndose a los Rams. Tras un año allí pensó en devenir un baloncestista profesional en algún club europeo, pero una lesión en la rodilla izquierda frustró sus planes y lo obligó a abandonar ese deporte.

## Carrera

### World Class Championship Wrestling (1987-1989)
Mark Calaway debutó en 1987, en Dallas, Texas, en la empresa World Class Championship Wrestling (WCCW) bajo el nombre de "Texas Red". Su primera lucha profesional fue frente a Bruiser Brody. En 1988, dejó la WCCW y luchó en varias promociones con personalidades y nombres distintos, más notablemente en la United States Wrestling Association, donde ganó el Campeonato Mundial Peso Pesado Unificado de la USWA, su primer campeonato de lucha profesional, el 1 de abril de 1989, derrotando a Jerry "The King" Lawler.

### World Championship Wrestling (1989-1990)
Su primera aparición en una empresa de lucha libre profesional de mayor categoría fue en la World Championship Wrestling (WCW). Antes de eso, participó en una banda black metal llamada La Ira de Khan, pero tuvo un paso fugaz, pues, según Calaway, eran demasiado suaves para el black metal que a él le gustaba. Mientras estuvo allí, fue conocido como Mean Mark Callous y formó parte de un equipo llamado Skyscrapers. Fue compañero de "Dangerous" Dan Spivey y posteriormente se desempeñó individualmente. Su lucha más conocida en la WCW fue frente a Lex Luger, por el Campeonato de los Estados Unidos, durante el evento Great American Bash 1990. En dicha lucha, Calaway fue derrotado por Luger. A finales de 1990, la WCW no renovó el contrato de Calaway, el cual firmó por la World Wrestling Federation (WWF) en octubre de 1990.

### World Wrestling Federation/Entertainment/WWE (1990 - 2020)

#### Western Mortician (1990-1994)

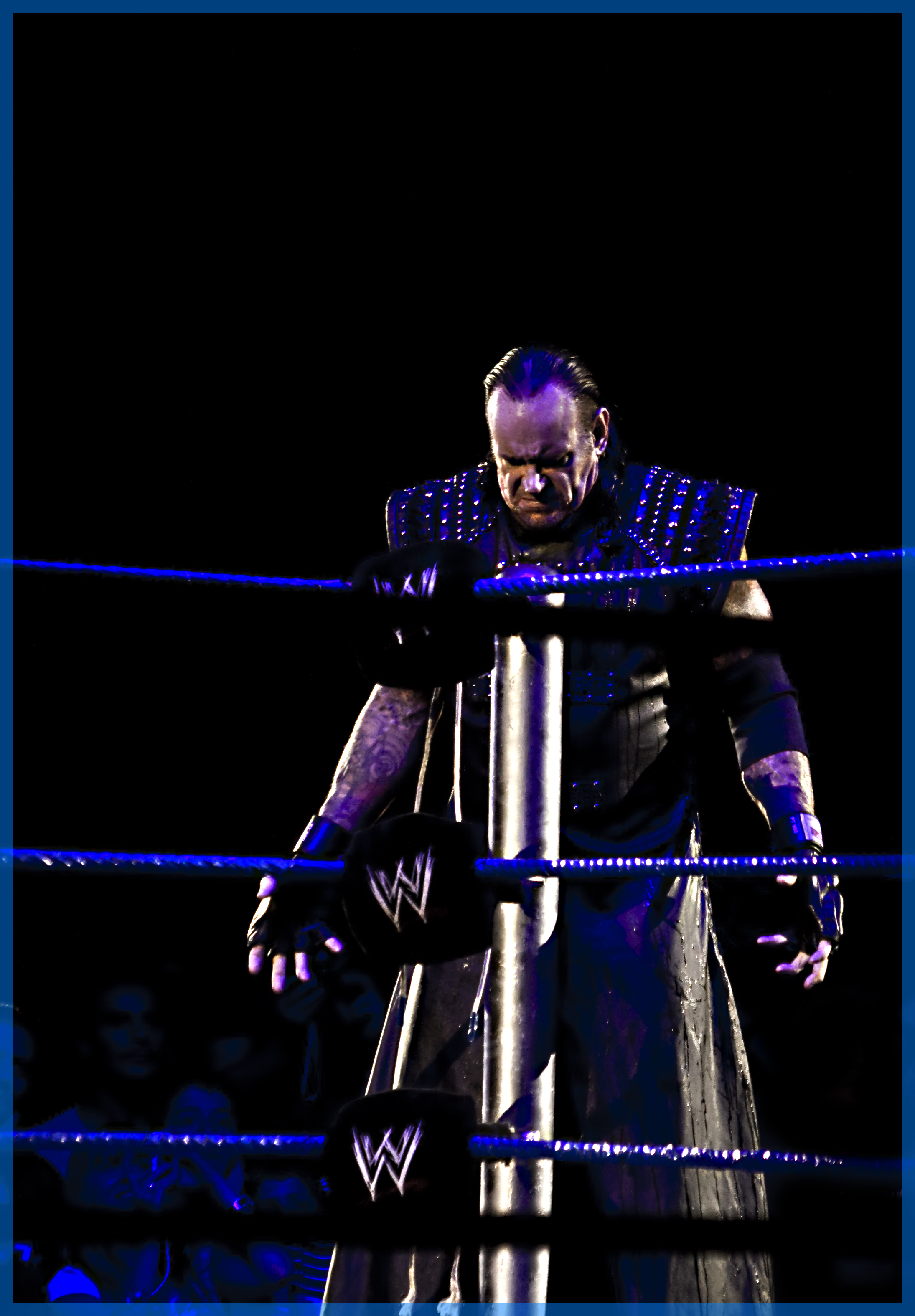
Durante gran parte de su carrera, el personaje de Undertaker se ha destacado por sus poderes sobrenaturales.

Calaway debutó en la World Wrestling Federation como The Undertaker el 22 de noviembre de 1990 en Survivor Series de 1990 como el compañero desconocido de Ted DiBiase, causando serio impacto en los luchadores, ya que eliminó a 2 luchadores del equipo de Dusty Rhodes, sin embargo fue eliminado por cuenta afuera cuando Rhodes se defendía del mánager de Undertaker y este lo atacara. Después de Survivor Series, también se le conocía como Kane the Undertaker en varios shows, debido a que "Kane" fue anexado a su nombre. Calaway revirtió esta situación haciéndose llamar simplemente "The Undertaker". Kane luego fue adoptado como el nombre de su medio hermano en la ficción Kane.
El personaje de Undertaker posee poderes sobrenaturales, tales como el teletransporte y la manipulación del fuego y la luz. Fue por esto por lo que Calaway cambió su mánager de Brother Love a Paul Bearer, ya que el personaje de este último es el dueño de una funeraria, más acorde al personaje de Calaway.
En 1991, participó en el Royal Rumble, eliminando a varios hombres, pero fue eliminado por Hawk y Animal. La popularidad de Calaway creció rápidamente, debido a que el personaje de The Undertaker tuvo una gran afinidad con el público, por lo que la WWE decidió darle un push. Marcó su debut en WrestleMania durante la séptima edición, derrotando al legendario "Superfly" Jimmy Snuka con su clásica Tombstone Piledriver. Después de un año invicto y feudos importantes con The Ultimate Warrior y Hulk Hogan, Undertaker derrotó a Hogan en Survivor Series 1991 ganando su primer Campeonato de la WWF. Sin embargo, debido a una interferencia de Ric Flair, el presidente de la WWF Jack Tunney ordenó una revancha. Undertaker perdió su campeonato seis días después frente a Hogan en Tuesday in Texas de forma muy polémica. Entre diciembre de 1991 y septiembre de 1993, Undertaker nunca perdió una lucha de uno contra uno.
En 1992, Undertaker se alió con Jake Roberts. Después de que este último perdiera una lucha en Saturday Night's Main Event contra Randy Savage, planeó atacar a Savage y a su mánager y esposa Miss Elizabeth con una silla metálica (Kayfabe). Undertaker evitó que esto ocurriera, ganándose el completo apoyo del público. Luego, Undertaker derrotó a Roberts en WrestleMania VIII. Tuvo feudos con varios luchadores bajo el cuidado de Harvey Whippleman entre 1992 y 1993, como Kamala y Giant Gonzales. Undertaker derrotó a Gonzales por descalificación en WrestleMania IX, y luego en SummerSlam 1993 tras cubrirlo.
En enero de 1994, Undertaker retó al Campeón de la WWF Yokozuna y se enfrentó a él en dos de las más conocidas Casket match en la historia de la WWF; una en Royal Rumble 1994 y otra en Survivor Series 1994. En Royal Rumble, Yokozuna derrotó a Undertaker gracias a la ayuda de varios luchadores. El "espíritu" de Undertaker apareció desde dentro del ataúd, avisando que iba a regresar. En realidad, él tenía una lesión en su espalda que estaba empeorando y necesitaba un tiempo fuera.

#### The Deadman (1994-1996)
Un doble del Undertaker apareció después de WrestleMania X, representado por Brian Lee y manejado por Ted DiBiase. Meses después el verdadero Undertaker resucita y ambos protagonizan una épica batalla en SummerSlam 1994, donde el verdadero Undertaker salió victorioso.

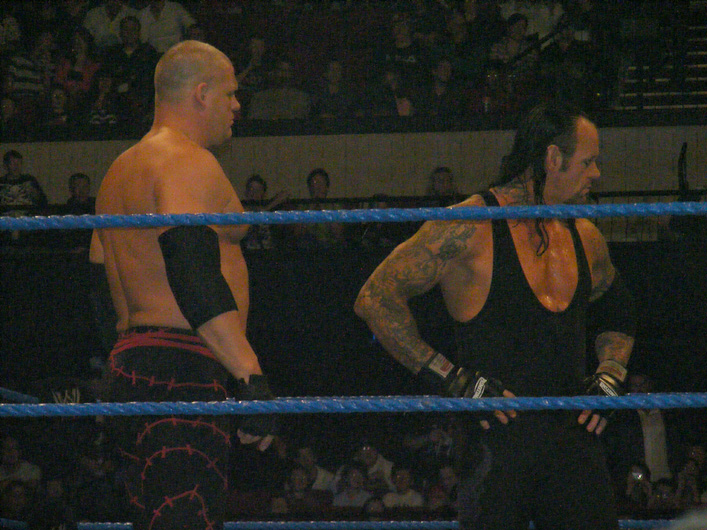
Kane y Undertaker formaron uno de los equipos favoritos de la WWE, The Brothers of Destruction.

A principios de 1995, Undertaker se enemistó con los miembros de la Million Dollar Corporation IRS y King Kong Bundy. En WrestleMania XI, donde Undertaker derrotó a Bundy, Kama Mustafa robó la fuente de poder de Undertaker, la urna, iniciando un feudo con él. Los dos se enfrentaron en una Lucha de ataúdes en SummerSlam 1995 la cual finalizó después de que Undertaker cerrara la tapa del ataúd donde se encontraba Mustafa. Varias semanas después, Undertaker fue atacado por Yokozuna y King Mabel, lesionándolo cerca de un ojo y forzándole a tomarse un período de ausencia por operación. Undertaker, usando una máscara similar a la utilizada en El Fantasma de la Ópera, derrotó a todos sus oponentes.

#### Lord Of Darkness (1996-1998)
En Royal Rumble 1996 se pudo ver al Undertaker sin máscara en su lucha por el Campeonato de la WWF frente a Bret Hart. Diesel intervino en la lucha, costándole la oportunidad por el Campeonato de la WWF a Undertaker. Un mes después, mientras Diesel se enfrentaba a Hart en una Steel Cage match, Undertaker intervino costándole a Diesel su oportunidad por el Campeonato de la WWF. El feudo entre ambos finalizó en una pelea en WrestleMania XII, donde Undertaker salió victorioso.
Uno de los feudos más importantes en la carrera de Undertaker comenzó la noche siguiente, cuando Mankind debutó, interfiriendo en la lucha entre Undertaker y Justin Hawk Bradshaw. Por varios meses, Mankind atacó al Undertaker costándole varias luchas. The Undertaker se enfrentó a Mankind por primera vez en el King of the Ring 1996. El feudo de Undertaker con Mankind se volvió aún más intenso cuando ambos llegaron a luchar entre el público o detrás de los escenarios. Como resultado, se enfrentaron en una Boiler Room match en SummerSlam 1996. Undertaker estuvo a punto de derrotar a Mankind tras debilitarlo bastante en la lucha pero, cuando Undertaker buscó la urna, Paul Bearer le golpeó con ella, ayudando a Mankind a ganar la lucha. El feudo entre Undertaker y Mankind continuó en In Your House: Buried Alive. Este evento marcó el debut del Buried Alive match, un nuevo tipo de lucha, donde Undertaker derrotó a Mankind. La lucha también marcó el debut de The Executioner, quien atacó a Undertaker después de la lucha. El evento In Your House: It's Time marcó el final del feudo entre Mankind y Undertaker, donde derrotó a Executioner, con Mankind como mánager de su rival.

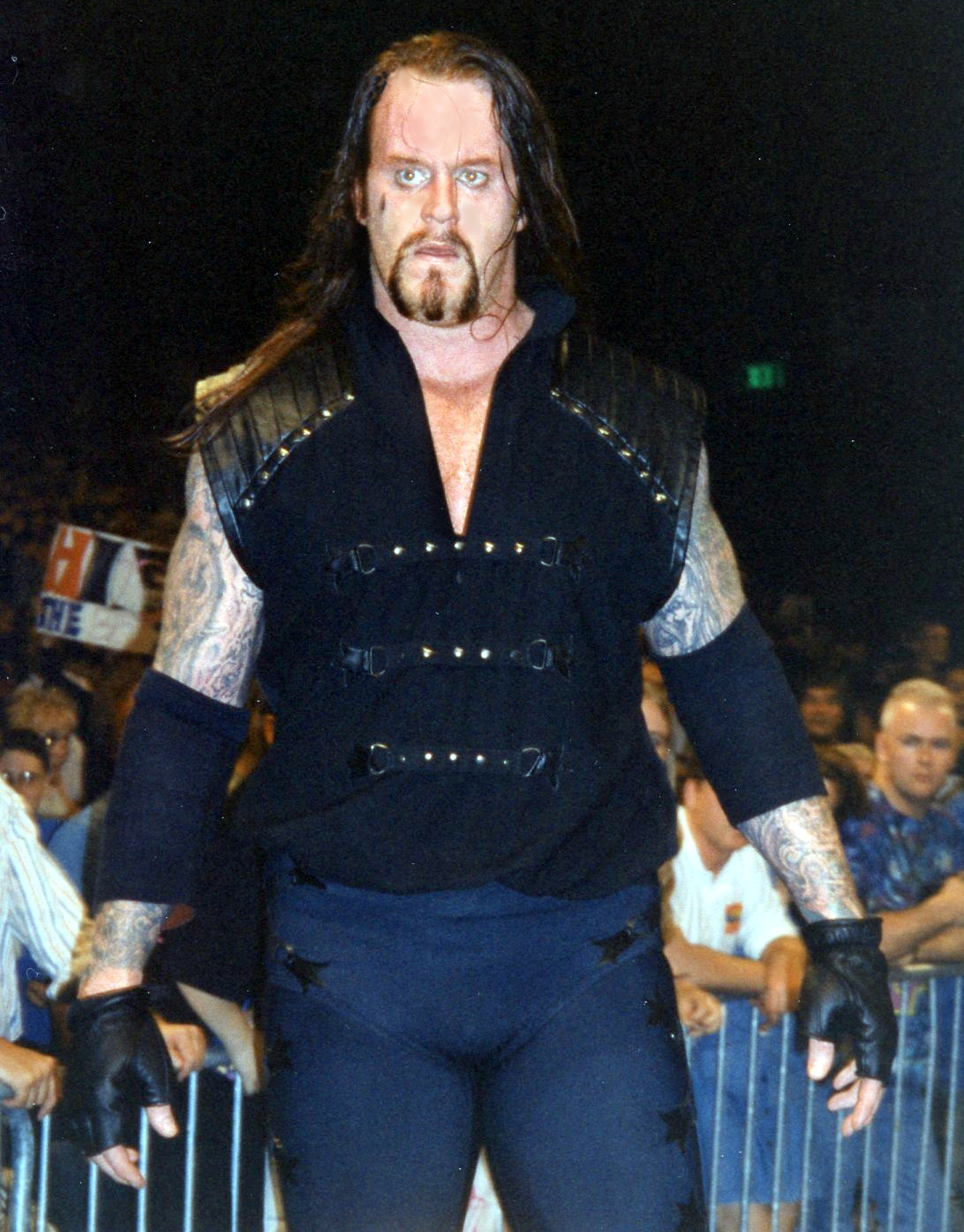
A finales de los años 1990, el personaje de The Undertaker empezó a ser más realista. En la foto, Undertaker en One Night Only, celebrado en septiembre de 1997.

En 1997, Undertaker ganó su segundo Campeonato de la WWF derrotando a Sycho Sid en WrestleMania 13.
Después de WrestleMania 13, Paul Bearer reveló que Undertaker había quemado la casa de sus padres, matándolos a todos menos a su hermano. Él anunció que el hermano de Undertaker aún estaba vivo, esperando todo ese tiempo por revancha. En defensa, Undertaker respondió que Kane, un pirómano, había quemado la casa y que su hermano no había sobrevivido.
Durante un tiempo, varios luchadores intentaron arrebatarle el campeonato a Undertaker, incluidos Vader, Faarooq y Stone Cold Steve Austin. En SummerSlam 1997 el árbitro especial, Shawn Michaels, golpeó accidentalmente a Undertaker con una silla, dándole la victoria a Bret Hart y costándole a Undertaker su Campeonato de la WWF. A pesar de que el silletazo fue accidental, Michaels repitió esto burlándose en las siguientes semanas de RAW is WAR. Esto los llevó a tener dos luchas más adelante: una en In Your House: Ground Zero y otra en In Your House: Badd Blood con victoria de Michaels en un Hell in a Cell match, siendo este el primer combate en la historia de este tipo de lucha, el combate fue ganado por Michaels gracias al debut de Kane quien atacó a Undertaker.
Durante varias semanas, Paul Bearer y Kane retaron a menudo a Undertaker a pelear pero fueron rechazados varias veces por Undertaker. El último encuentro entre Undertaker y Michaels fue en Royal Rumble 1998, durante un Casket match. Otra vez, Kane le hizo costar la lucha a Undertaker. Luego Kane incendió el ataúd donde Undertaker había sido encerrado. Una vez que abrieron el ataúd quemado, The Undertaker no estaba, y apareció en otro lugar diciéndole a Kane que había regresado desde el infierno.
Después de dos meses, Undertaker retornó para retar y derrotar a Kane en WrestleMania XIV. Kane tuvo su revancha en el primer Inferno match un mes después en In Your House: Unforgiven. Undertaker ganó quemando el brazo de Kane. El largo feudo de Undertaker con Mankind fue renovado tiempo después, en un episodio de Raw is War, donde Mankind hizo que Kane derrotara a Undertaker. Como resultado, Undertaker y Mankind se enfrentaron en un Hell in a Cell en King of the Ring 1998, con una impresionante victoria de Undertaker.
En julio de 1998, en Fully Loaded, Undertaker y Stone Cold Steve Austin derrotaron a Kane y Mankind ganando el Campeonato Mundial en Parejas. Undertaker y Austin no congeniaron bien como equipo y su reinado duró solo 2 semanas, debido a que Kane y Mankind reconquistaron los títulos en un episodio de RAW. Undertaker después se convirtió en el contrincante #1 por el Campeonato de la WWF en SummerSlam 1998. Durante la lucha, Undertaker le dijo a Kane que él derrotaría a Austin y, aunque Undertaker no ganó la lucha, sostuvo el cinturón de Austin en muestra de respeto.

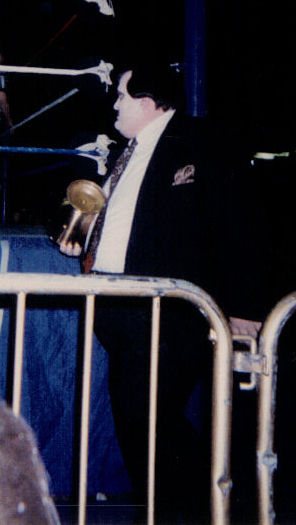
Paul Bearer traicionó a The Undertaker golpeándolo con la urna que se le ve llevando aquí

Sin embargo, en septiembre de ese mismo año, Undertaker empezó a mostrar características de heel, cuando él y Kane revelaron el hecho de que estaban en coalición para librar el título de Steve Austin y entregárselo a Vince McMahon. En In Your House: Break Down, Undertaker se enfrentó a Austin y Kane por el título de Austin. Undertaker y Kane cubrieron a Austin al mismo tiempo, por lo que el título quedó vacante. Esto llevó a un nuevo combate en In Your House: Judgment Day entre los dos hermanos por el título, con Stone Cold como árbitro especial. Undertaker cubrió a Kane, pero Austin rehusó realizar la cuenta, atacando a Undertaker y contando la caída para ambos.

#### Ministry Of Darkness (1998-1999)
Luego se reconcilió con Paul Bearer y aclaró que él y Bearer deberían liberar su Ministry of Darkness en la WWF. Undertaker participó en el torneo "Juegos de la muerte" en Survivor Series 1998. Undertaker venció a Kane, pero perdió ante The Rock por descalificación cuando Kane interfirió aplicando una "Chokeslam".
En enero de 1999 Undertaker formó el Ministry of Darkness con ayuda de Paul Bearer, y en adopción de un gimmick satánico comenzó a aparecer con una túnica negra y sobre tronos, así como usando símbolos cruciformes y afirmando que un "Poder Superior" le guiaba. Con ayuda de los miembros de su stable, realizó sacrificios (kayfabe) a varios luchadores y secuestró a otros para reclutarlos al Ministry; tuvieron un feudo con The Corporation y en Wrestlemania XV se enfrentó a The Big Boss Man en un Hell in a Cell Match, lucha donde salió victorioso. Luego en Backlash, Undertaker derrotó a Ken Shamrock.
Después de ello Undertaker se alió con Shane McMahon y el Ministry of Darkness se fusionó con The Corporation creando Corporate Ministry. Luego, Undertaker volvió su atención hacia Steve Austin y su Campeonato de la WWF que logró quitarle en Over the Edge. Dos semanas más tarde, reveló en RAW que Vince McMahon había sido el "Poder Superior" de la que Undertaker cumplía órdenes. Después, The Undertaker retuvo frente a The Rock en King of the Ring 1999. Perdió finalmente el campeonato la noche siguiente en RAW frente a Steve Austin.
The Undertaker comenzó entonces a pelear por el Campeonato en Parejas de la WWF, formando equipo con Big Show, equipo llamado "The UnHoly Alliance". Undertaker & Big Show ganaron el Campeonato en Parejas en SummerSlam al derrotar a Kane & X-Pac, pero lo perdieron en RAW el 30 de agosto ante The Rock 'n' Sock Connection (The Rock & Mankind). Show & Undertaker ganaron el título una segunda vez al derrotar a The Rock & Mankind en SmackDown! el 7 de septiembre, pero lo perdieron ante los mismos 13 días después en RAW. Tras esto, Se programó presentarse en Unforgiven 1999 como aspirante al Campeonato de la WWF, pero una lesión de ingle lo dejó fuera de la acción durante todo el resto del año.

#### American Bad Ass (2000-2001)

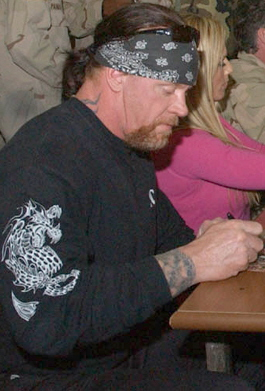
En el 2000, el personaje de Undertaker fue cambiado radicalmente, pasando a ser un motociclista.

Undertaker regresaría en WrestleMania 2000, pero una lesión de bíceps en febrero de 2000 retrasó su regreso hasta mayo del 2000.
El personaje de Undertaker fue modificado al de un motociclista rebelde, volviendo en mayo de 2000 en Judgment Day 2000, costándole el Campeonato de la WWF a The Rock y pasando el mismo a manos de Triple H. The Undertaker comenzó a utilizar el "Last Ride" como movimiento final, oponiéndose a la "Tombstone Piledriver". Desde entonces, lo apodaron como "The American Bad Ass".
En King of the Ring 2000, Undertaker formó equipo con The Rock y Kane para derrotar al equipo formado por Triple H, Shane McMahon y Mr. McMahon. Después, formó equipo con Kane para aspirar al Campeonato en Parejas de la WWF. Derrotaron a Edge y Christian, ganando el derecho de aspirar la semana siguiente al título por parejas. Sin embargo, Edge y Christian retuvieron el título. Kane cambió de personalidad a los ojos del público realizando dos "Chokeslam" seguidas sobre Undertaker el 14 de agosto en Monday Night RAW, la cual emitió otro combate entre los dos en el SummerSlam 2000. El combate finalizó sin resultado debido a que Kane se fue corriendo del cuadrilátero porque el Enterrador le quitó la máscara.
Undertaker desafió a Kurt Angle por el Campeonato de la WWF en Survivor Series 2000. Angle consiguió la victoria sobre Undertaker después de la interferencia del hermano en la vida real de Kurt, Eric Angle. Undertaker reclamó una revancha y a cambio recibió un puesto en un Hell in a Cell de 6 hombres en Armageddon 2000 por el Campeonato de la WWF. Undertaker no emergió victorioso. El ganador del encuentro fue Kurt Angle. Una semana después del evento Armageddon en el Raw is WAR de 18 de diciembre, se alió con The Rock en contra Edge & Christian para ganar el Campeonato de Parejas de la WWF pero Edge & Christian ganaron al siguiente día en el Smackdown!.

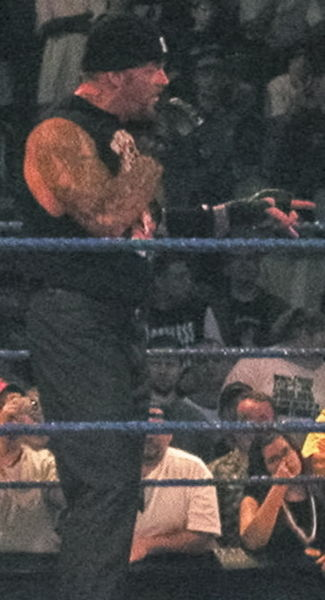
Undertaker, como "American Bad Ass".

En 2001, Undertaker se reunió con Kane para formar The Brothers of Destruction y así presentarse como candidatos al Campeonato en Parejas de la WWF de nuevo. Ambos participaron en Royal Rumble, pero ninguno la ganó. Tuvieron una oportunidad por los títulos en No Way Out, haciendo frente a Edge y Christian y a los entonces campeones, los Dudley Boyz, en un Tables match. The Brothers of Destruction dominaron casi todo el combate, pero no salieron victoriosos.
Después de que The Undertaker derrotase a Triple H en WrestleMania X-Seven y alargara su récord a 9-0, él y Kane continuaron atacando a Triple H, quien formó una sorprendente alianza con el campeón de la WWF Steve Austin. Después de que Austin y Triple H lesionaran el brazo de Kane, ambos concedieron una oportunidad a Triple H y Steve Austin por un reencuentro. Después de que Undertaker y Kane lograran ganar los Campeonatos en Parejas de la WWF ante Edge y Christian, Triple H cubrió a Kane tras golpearlo con un martillo en Backlash 2001, y The Brothers of Destruction perdieron los títulos. Con Kane lesionado, Undertaker comenzó a apuntar hacia Steve Austin y su Campeonato de la WWF y, en Judgment Day 2001, Undertaker perdió contra Austin.
Como parte de la historia de InVasion 2001, el siguiente nemesis del Undertaker fue Diamond Dallas Page. Page seguía obsesivamente a la esposa del Undertaker, Sara. En SummerSlam 2001, los Campeones en Parejas de la WCW, Undertaker y Kane, derrotaron a Page y a su compañero Chris Kanyon en un Steel Cage match ganando el Campeonato en Parejas de la WWF. Ellos fueron el primer equipo en tener ambos campeonatos simultáneamente.
En Survivor Series 2001, Undertaker formó parte de un Traditional Survivor Series match formando equipo con Kane, The Rock, Chris Jericho, y The Big Show frente a "Stone Cold" Steve Austin, Booker T, Rob Van Dam, Shane McMahon y Kurt Angle. Angle cubrió a Undertaker debido a una intromisión de Austin.

#### Big Evil (2001-2003)
Después de que La Alianza  se disolviera, The Undertaker cambió a heel otra vez al forzar al comentarista Jim Ross besar el trasero de Vince McMahon. Este era el principio de un nuevo personaje para The Undertaker, cuando dejó corto su pelo y se llamó a sí mismo "Big Evil". En Vengeance 2001, Undertaker derrotó a Rob Van Dam para ganar el Campeonato Hardcore de la WWF.
En Royal Rumble 2002, Maven eliminó sorpresivamente a Undertaker. No obstante, Undertaker regresó al ring y atacó lleno de rabia a Maven, llegando a golpearle con una silla repetidas veces y estrellarle con fuerza contra una máquina de palomitas, dejándolo sin poder continuar.
No contento con eso, The Undertaker masacró a Maven detrás del escenario una vez acabado el Royal Rumble. En un episodio de Smackdown!, The Rock se burló de la eliminación de Undertaker en Royal Rumble, provocando la ira de este, a lo que Undertaker le respondió con ser el contrincante número uno al Campeonato Indiscutible. Este feudo continuó, hasta el punto de que a Undertaker le costó su Campeonato Hardcore de la WWF contra Maven, debido a una interferencia de The Rock. Los dos lucharon en No Way Out 2002, pero Undertaker perdió tras una interferencia de Ric Flair, quien lo golpeó con un palo que tenía oculto en la motocicleta. En un principio, Flair rehusó luchar en WrestleMania X8 y, debido a esto, Undertaker atacó al hijo de Flair, David Flair. Ric Flair aceptó la lucha contra Undertaker para que este no atacara a su hija. En una lucha sin descalificación, The Undertaker ganó tras aplicarle a Flair la "Tombstone Piledriver". Además, Undertaker con esta victoria alargó su récord en WrestleMania a 10-0.
Luego de que WWF dividiera entre marcas RAW y SmackDown!, Undertaker fue transferido a RAW como parte del Draft. Undertaker derrotó a Steve Austin en Backlash 2002 con el mismo Ric Flair de árbitro especial, donde el ganador sería el retador N.º 1 por el Campeonato Indiscutible. Después de esa noche, él ayudó a Hulk Hogan a ganar su combate por el título contra el campeón Indiscutible Triple H. Debido a esto, Undertaker y Triple H tuvieron un corto feudo enfrentándose en Insurrextion, perdiendo Undertaker. The Undertaker derrotó a Hogan, ganando por cuarta vez el Campeonato de la WWF en Judgment Day 2002 luego de las interferencias de Mr. McMahon. Al día siguiente, Undertaker fue derrotado por Rob Van Dam en un combate por el Campeonato Indiscutido, pero Ric Flair reinició el combate y Undertaker retuvo su Título frente a Van Dam. Luego de esto la WWF cambió su nombre a WWE y el campeonato de Undertaker fue renombrado como Campeonato Indiscutido de la WWE. Su feudo con Triple H continuó, enfrentándolo en King of the Ring con el Campeonato en juego, ganando Undertaker a pesar de las interferencias de The Rock, con quién inició un feudo.

Durante ese tiempo, también tuvo un feudo con The Hardy Boyz (Jeff Hardy & Matt Hardy), quienes le atacaron el 10 de junio. El 24 de junio, Undertaker venció a Jeff Hardy, lo que llevó a que este le desafiara a un combate Ladder Match la siguiente semana. The Undertaker pronto cambió de heel a face después de derrotar a Jeff Hardy en un Ladder Match el 1 de julio, levantando la mano de Hardy después del combate en señal de respeto. El 4 de julio en SmackDown!, Undertaker defendió su título frente a Kurt Angle, pero el combate quedó en empate luego de que Undertaker forzara a rendirse a Angle con el "Triangle Chokehold", Undertaker tenía su espalda sobre el ring siendo cubierto al mismo tiempo que Angle se rendía. Sin embargo, Undertaker perdió su título en Vengeance 2002 frente a The Rock en un Triple Threat match, que también implicó a Kurt Angle. Cuando los contratos se abrieron durante el final del feudo entre McMahon y Flair, Undertaker se trasladó desde RAW a SmackDown! junto con antiguos talentos de RAW como Brock Lesnar, Chris Benoit y Eddie Guerrero. Durante ese tiempo, Undertaker comenzó un feudo con The Un-Americans (Test, Lance Storm & Christian) quienes le atacaron durante varias semanas. Después de derrotar a Test en SummerSlam 2002, The Undertaker desafió a Brock Lesnar en un combate por el título en Unforgiven 2002, pero el combate finalizó con una doble-descalificación. Su pelea fue trasladada a No Mercy 2002 en un combate Hell in a Cell. Undertaker se presentó al combate con una mano rota (esto debido a que Lesnar le fracturó la mano con un cilindro de gas de propano)  y finalmente perdió con el campeón. Entonces Undertaker sufrió una lesión simulada, después de que Big Show lo lanzara fuera del escenario de Memphis, despertando entre los dos un feudo.

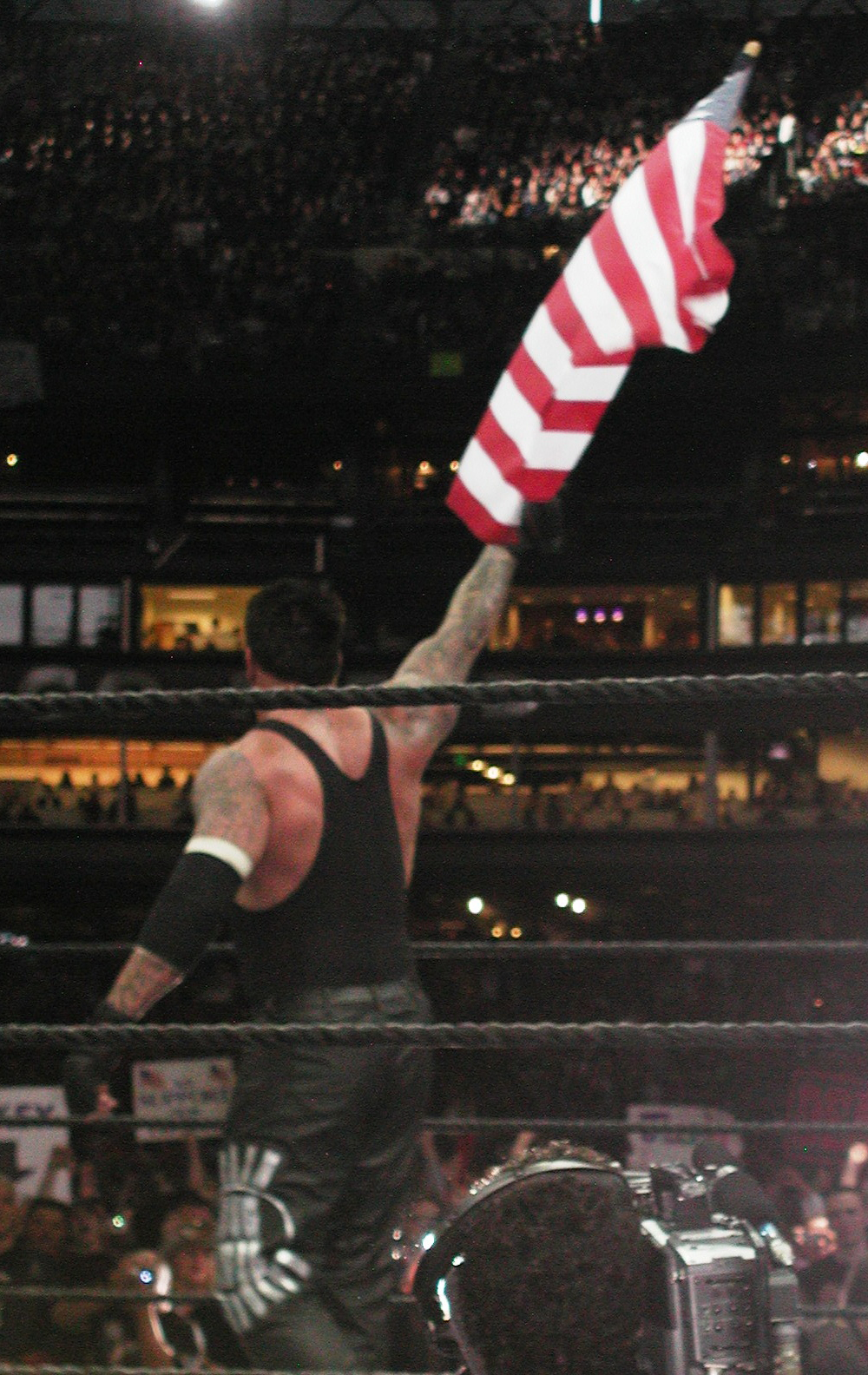
"Big Evil" Undertaker en WrestleMania XIX.

The Undertaker regresó a la acción en Royal Rumble 2003 entrando en el lugar N.º 30, pero fue eliminado en última instancia por Brock Lesnar, el a la postre ganador de dicho evento. Él entonces continuó su enemistad con Big Show. Después de que Nathan Jones fuera a la ayuda de Undertaker en No Way Out 2003, The Undertaker comenzó a entrenar a Jones para luchar, y a los dos les programaron una lucha contra The Big Show y A-Train en un Tag Team Match en WrestleMania XIX. Sin embargo, Jones se quitó previo al combate (ya que lo encontraron inconsciente y no pudo participar), el cual pasó a ser un Handicap match, que Undertaker ganó con la ayuda de Jones, mejorando su récord en WrestleMania a 11-0.
Undertaker comenzó entonces enemistades contra los Full Blooded Italians, John Cena, A-Train, Brock Lesnar, y Big Show. Undertaker derrotó tanto a Cena como a A-Train en Vengeance y SummerSlam respectivamente. Tuvo dos oportunidades por el Campeonato de la WWE a lo largo del año. La primera, el 4 de septiembre de 2003 en SmackDown!, contra Kurt Angle, finalizando en empate. La segunda, en No Mercy 2003, en un Biker Chain match entre Undertaker y Lesnar. Con la ayuda de Vince McMahon, Lesnar ganó, realizando con éxito su segundo combate por el Campeonato de la WWE en No Mercy contra Undertaker.
En Survivor Series 2003, Undertaker perdió un Buried Alive match contra Vince McMahon tras una interferencia de Kane, quien lo atacó y le costó el combate enterrándolo vivo (kayfabe). Después de eso The Undertaker desapareció por un tiempo, dejando su faceta de "motociclista" o "rufián americano" y volviendo a ser el "Enterrador" de sus inicios en la lucha.

#### El Regreso de The Deadman (2004-2006)
En las semanas que conducían a WrestleMania XX, Kane fue el elegido para proclamar el retorno del Undertaker . El primer incidente entre ellos fue durante el evento Royal Rumble, donde sonaron las campanas del Undertaker, distrayendo a Kane y permitiendo a Booker T eliminarlo.
En WrestleMania XX, Undertaker finalmente regresaría, usando la identidad del "Hombre Muerto", acompañado otra vez por Paul Bearer, y derrotando a Kane y así aumentando su racha de WrestleMania a 12-0. Esta persona podía ser descrita posiblemente como más híbrido que el clásico Undertaker y el American Bad Ass. Luego de esto, comenzaría un feudo con Booker T. Booker intentaría utilizar magia voodoo para poder superar a su oponente "sobrenatural", pero de todas maneras Undertaker derrotaría a Booker en Judgment Day. El 27 de mayo en SmackDown, Paul Bearer fue secuestrado por los Dudley Boyz, los cuales estaban dirigidos por Paul Heyman, quién entonces tomó el "control" de Undertaker durante la historia. En The Great American Bash 2004, fue forzado a luchar en un Handicap Match contra los Dudleys; y si él ganaba, Paul Heyman enterraría a Paul Bearer en cemento. The Undertaker ganó pero al final de la lucha él mismo accionó la palanca del camión que contenía el cemento, enterrando así a Bearer, explicando que Bearer era simplemente una responsabilidad y que él no tenía ningún uso más para él. Los fanes dijeron después que Bearer fue "seriamente dañado" pero, en realidad, fue sencillamente eliminado del programa de la WWE debido a razones de salud. The Undertaker permaneció con su personalidad.

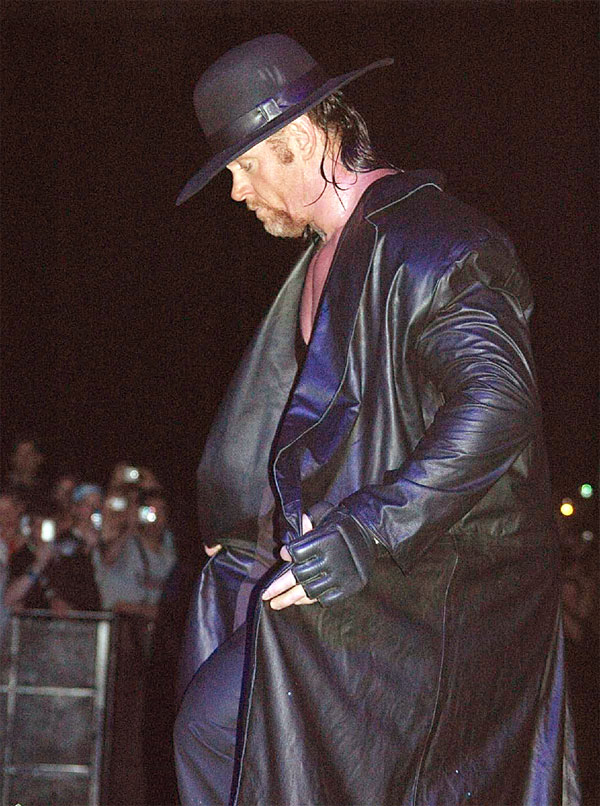
En 2004, Undertaker volvió a modificar su personaje, regresando a sus orígenes sobrenaturales.

Después de derrotar a los Dudley Boyz, Undertaker desafió al Campeón de la WWE John Bradshaw Layfield a un combate por el título en SummerSlam 2004, donde Undertaker perdió cuando fue descalificado. En No Mercy 2004, Undertaker y JBL compitieron en el considerado primer combate Last Ride match, aunque el Undertaker perdió después de una interferencia de Heidenreich, luchador dirigido por Paul Heyman.
Después de derrotar a Heidenreich en Survivor Series, Undertaker volvió su atención hacia el Campeonato de la WWE una vez más. Junto a Eddie Guerrero y Booker T, desafió a Bradshaw a un nuevo combate por el título en Armageddon 2004. El combate cambió a un Fatal Four Way, en el cual fracasó otra vez debido a una interferencia de Heidenreich.

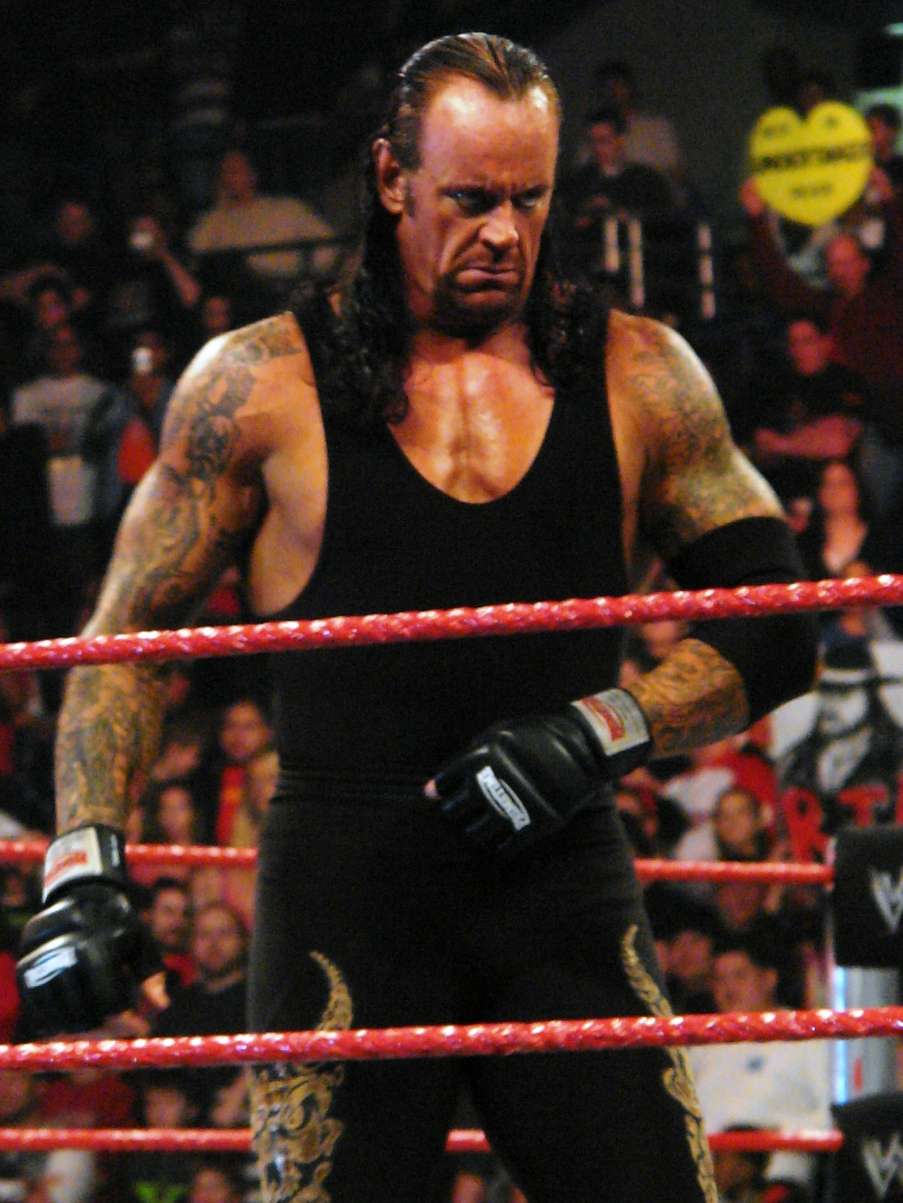
Undertaker haciendo su entrada en Raw.

La increíble interferencia de Heidenreich llevó a un Casket match entre Undertaker y Heidenreich en el Royal Rumble 2005, donde Undertaker selló a Heidenreich en un ataúd obteniendo la victoria (gracias a la interferencia de Kane). En No Way Out, Undertaker derrotó a Luther Reigns.
Poco después, Orton le retó a un combate en WrestleMania 21, demandando que él sería el que detendría la racha de victorias de Undertaker en WrestleMania, debido a su gimmick de Legend Killer (Asesino de Leyendas). Sin embargo, incluso con la ayuda de su padre "Cowboy" Bob Orton, Randy fracasó y Undertaker mejoró su récord de WrestleMania a 13-0.
Regresó el 16 de junio en un episodio de SmackDown!, pero perdió ante JBL gracias a la interferencia de Randy Orton. El General Mánager de Smackdown! Theodore Long pactó un combate entre Muhammad Hassan y Undertaker en The Great American Bash 2005, donde Undertaker derrotó a Hassan, siendo la última lucha de Hassan en la WWE. Como resultado del triunfo, se convirtió en retador por el Campeonato Mundial Peso Pesado. Sin embargo, JBL sintió que él debía ser el contendiente, por lo que en el siguiente SmackDown!, ambos se enfrentaron por la oportunidad titular. Sin embargo, fue derrotado, de nuevo, por la interferencia de Orton, reanudando su feudo.
En SummerSlam, ambos volvieron a enfrentarse, ganando Orton. Semanas después de que su enemistad aumentara, Undertaker derrotó a Orton en el segundo episodio del feudo en Friday Night SmackDown!. Los Orton se mofaron de él con ataúdes, conduciendo a un Casket Match, en el cual Undertaker perdió contra ambos en No Mercy 2005. Después del combate, los Orton derramaron gasolina en el ataúd y le prendieron fuego, como hizo Kane en 1998. Sin embargo, cuando el carbonizado ataúd fue abierto, Undertaker desapareció una vez más. Hizo un dramático retorno en Survivor Series 2005, emergiendo de un ataúd ardiendo, después de la victoria de Orton.
Esto les llevó al final del feudo, donde se enfrentaron en un Hell in a Cell en Armageddon 2005, el cual ganó Undertaker. Después de ganar el combate, Calaway se tomó un tiempo fuera de la lucha libre.
En el Royal Rumble, hizo su regreso durante la celebración de Kurt Angle, después de su lucha contra Mark Henry, entrando en un carruaje con caballos blancos, lanzó unos rayos al ring y anunció con gestos que quería el Campeonato Mundial Peso Pesado de Angle. Semanas después, Undertaker perdió su lucha por el campeonato con Angle en No Way Out 2006. Undertaker tuvo su revancha por el título en SmackDown! el 4 de marzo de 2006, pero una intervención de Mark Henry cuando Undertaker hacía la cuenta, terminó costándole de nuevo el campeonato.

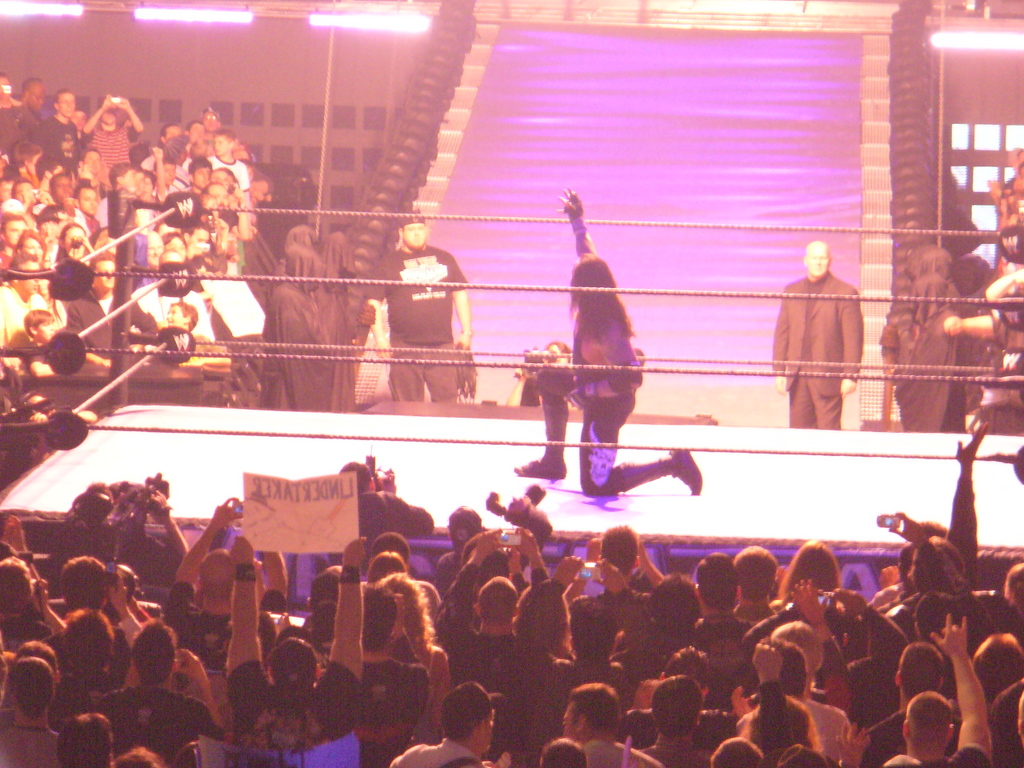
Undertaker, tras derrotar a Mark Henry en WrestleMania 22.

Debido a sus continuas interferencias, Undertaker retó a Henry a un Casket Match en WrestleMania 22, lucha en la cual lo derrotó, alargando su invicto en WrestleMania a 14-0. Durante la revancha el 7 de abril en SmackDown!, The Great Khali hizo su debut en la WWE, atacándole.
Undertaker y Khali se enfrentaron en Judgment Day 2006, donde fue derrotado. Tras esto, tuvieron otro combate de revancha en The Great American Bash en un "Punjabi Prison Match". Sin embargo, en ese mismo evento, Theodore Long sacó a Khali del combate y fue reemplazado por el Campeón Mundial de la ECW The Big Show, sobre quien Undertaker obtuvo una victoria. Khali fue retado a un Last Man Standing Match para SummerSlam 2006, después de interferir en una lucha del Undertaker frente al Campeón Mundial King Booker. Khali rechazó el reto de Undertaker, pero Long hizo la lucha oficial programándola el mismo 18 de agosto, en un Last Man Standing Match en SmackDown!. Undertaker ganó la lucha después de golpear a Khali con escaleras, otorgarle varios silletazos y terminándolo con una "Chokeslam", convirtiéndose en el primero en derrotar a Khali. Después de esa lucha Undertaker se tomó un descanso de varios meses.
Undertaker retornó a la acción luchando contra Mr. Kennedy, en el evento No Mercy, pero este fue descalificado tras golpear a Kennedy con el Campeonato de los Estados Unidos. En la edición de Smackdown! del 3 de noviembre, Undertaker formó equipo con Kane, formando nuevamente el equipo Brothers of Destruction, luchando contra la pareja formada por Montel Vontavious Porter & Mr. Kennedy, con quien mantendría un feudo. En Survivor Series, Undertaker y Kennedy se enfrentaron en un First Blood Match y, debido a la interferencia de MVP, Undertaker perdió la lucha. Finalmente, en el evento Armageddon y en un Last Ride Match, Undertaker venció a Kennedy, dando por terminado el feudo entre ambos.

#### Campeón Mundial Pesado (2007-2010)

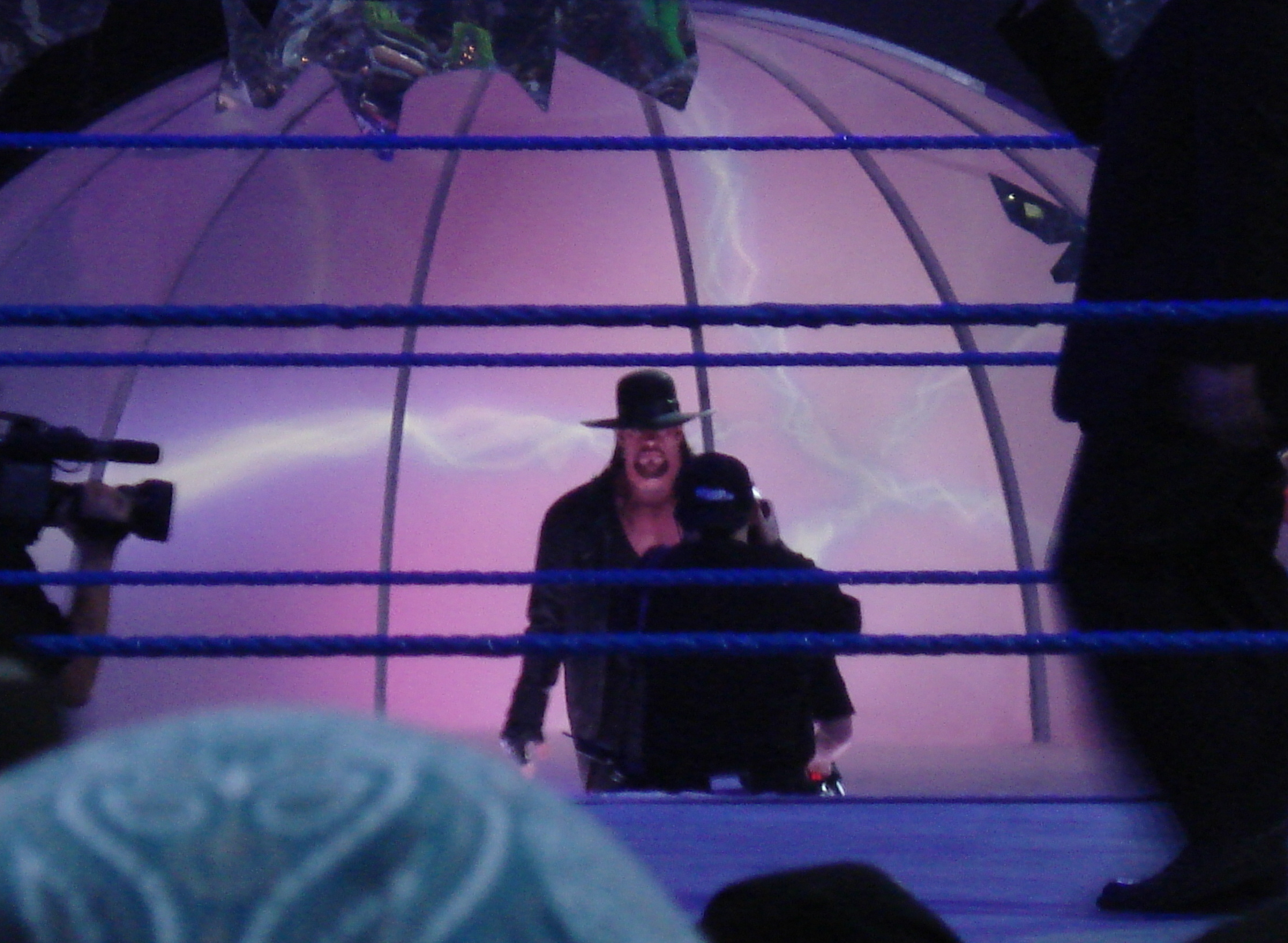
Undertaker haciendo su entrada en SmackDown!, en 2007.

El año comenzó para Undertaker con un triunfo en el Royal Rumble Match 2007, tras eliminar a Shawn Michaels. Tras ese combate, Undertaker se transformó en el primer luchador en ganar el Royal Rumble entrando en la posición N°30. Esa victoria además le permitió a Undertaker tener una oportunidad por el Campeonato Mundial Peso Pesado en WrestleMania 23 frente al entonces campeón Batista. Antes de esa lucha, en No Way Out, Undertaker y Batista fueron derrotados por Shawn Michaels y John Cena, después de que Batista traicionara a Undertaker durante el combate. Undertaker cobró revancha y ganó el Campeonato Mundial Peso Pesado de manos de Batista en su lucha, el 1 de abril en WrestleMania 23 manteniendo su racha victoriosa en WrestleMania con un 15-0.
El feudo Batista-Undertaker continuó en Backlash, en donde ambos empataron en un Last Man Standing Match, y la edición del 11 de mayo en SmackDown!, en donde nuevamente empataron en un Steel Cage Match, como resultado en ambas ocasiones, Undertaker retuvo el Campeonato Mundial Peso Pesado. La misma noche del 11 de mayo, después de su lucha con Batista, Mark Henry regresó de una lesión y atacó a Undertaker, seguido de Edge, quien utilizó su contrato de Money in the Bank y derrotó a Undertaker, quitándole el Campeonato Mundial Peso Pesado. Ese brutal ataque le causó una lesión que lo mantuvo fuera por un par de meses.
A su regreso en Unforgiven 2007, Undertaker derrotó a Mark Henry cubriéndolo tras un "Last Ride". A la semana siguiente hace su regresó a SmackDown! derrotando de nuevo a Mark Henry con un "Chokeslam". Undertaker consiguió una oportunidad por el Campeonato Mundial Peso Pesado en Cyber Sunday, en una pelea cuyo árbitro fue Stone Cold Steve Austin, pero no pudo derrotar al campeón Batista. El 6 de noviembre en SmackDown!, Undertaker derrotó a The Great Khali, haciéndolo rendir con un "Triangle Choke". Además en Survivor Series, Undertaker fue derrotado por Batista en una Hell in a Cell, pero solo con la interferencia de Edge, quien atacó a Undertaker y colocó al inconsciente Batista sobre él. En Armageddon, Undertaker nuevamente falló en su intento de capturar el Campeonato Mundial Peso Pesado, tras ser derrotado por Edge, en una lucha donde también participó el entonces campeón Batista.
Undertaker participó en el Royal Rumble entrando primero, pero fue eliminado por Shawn Michaels. En No Way Out gana la Cámara de Eliminación ganando una oportunidad por el Campeonato Mundial Peso Pesado en WrestleMania XXIV. Finalmente ganó el Campeonato Mundial Peso Pesado en WrestleMania XXIV tras derrotar a Edge, manteniendo su invicto en WrestleMania de 16-0.

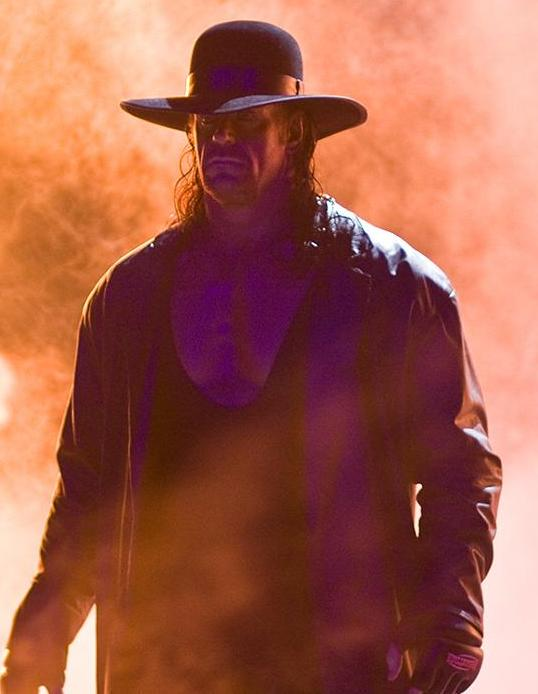
Undertaker haciendo su entrada al ring.

Edge tuvo su revancha en Backlash, pero fue derrotado nuevamente por Undertaker. El día 29 de abril, Undertaker fue despojado del título mundial por Vickie Guerrero, quién además le prohibió usar su llave Gogoplata alegando que había lesionado a varios luchadores al aplicarla. En Judgment Day, tuvo la oportunidad de recuperar el campeonato en una pelea contra Edge, pero al ganar el combate por cuenta fuera del ring, Vickie Guerrero declaró que la victoria debería haber sido por rendición o por cuenta de 3, manteniendo la vacante del Campeonato Mundial del Peso Pesado. En One Night Stand fue derrotado por Edge, forzándolo a abandonar la WWE (kayfabe). Sin embargo, en la edición del 25 de julio en SmackDown!, Vickie Guerrero permitió que Undertaker volviera, pactando un combate de Hell in a Cell frente a Edge en SummerSlam, el cual ganó.
Posteriormente entró en un feudo con The Big Show, por ser atacado en Unforgiven. En No Mercy, fue derrotado por Big Show tras ser golpeado varias veces con el puño, pero en Cyber Sunday lo derrotó en un Last Man Standing Match. En Survivor Series, volvió a derrotar a Big Show, esta vez en un Casket Match.
Undertaker participó en el Royal Rumble, entrando el decimosexto y eliminando a 3 hombres, pero fue eliminado por The Big Show cuando este se encontraba fuera del cuadrilátero. Luego participó en la Elimination Chamber de No Way Out por el Campeonato de la WWE, pero fue eliminado al final del combate por Triple H. Tras este combate, inició una rivalidad con Shawn Michaels, al cual derrotó por primera vez en su carrera en WrestleMania XXV, aumentando su invicto de Wrestlemania a 17-0 esta lucha también recibe el premio a la mejor del año y más impresionante de WrestleMania.

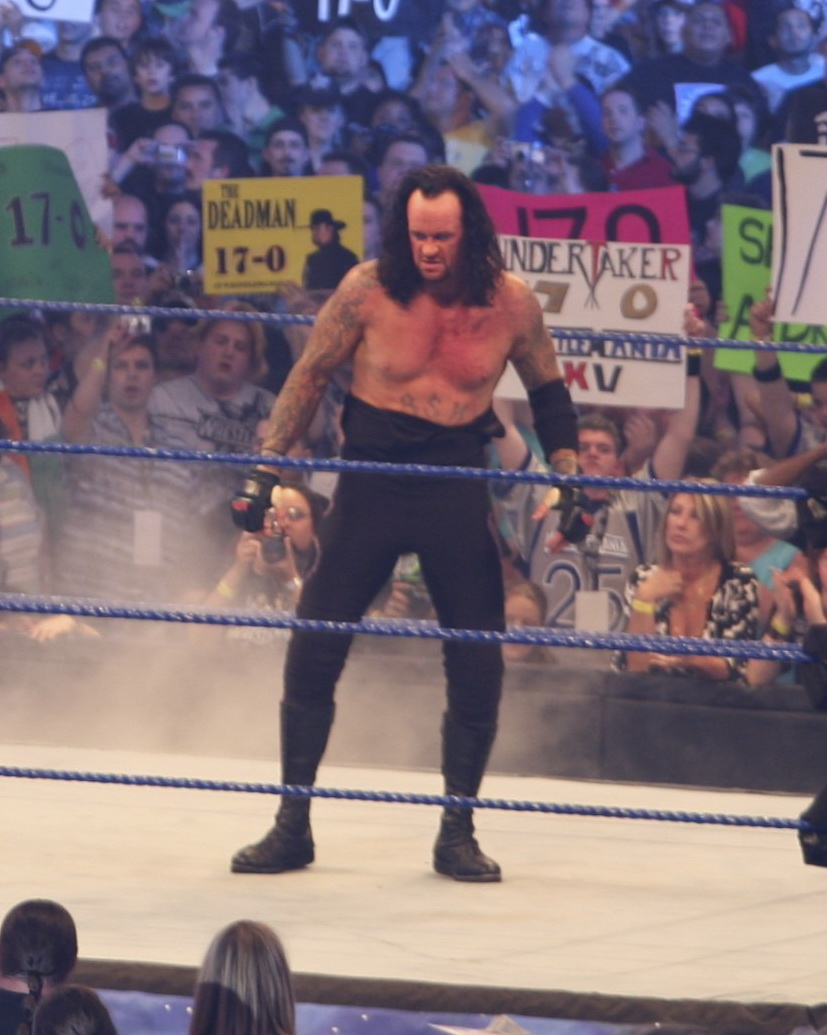
The Undertaker tras su lucha contra Shawn Michaels en WrestleMania XXV.

Tras esto, se sometió a una cirugía en las rodillas, manteniéndose inactivo hasta SummerSlam, donde hizo su regreso atacando a CM Punk, después de que este venciera a Jeff Hardy en una lucha por el Campeonato Mundial Peso Pesado de la WWE. Empezó un feudo con CM Punk, enfrentándose ambos en Breaking Point en una lucha por el Campeonato Mundial Peso Pesado de la WWE, ganando CM Punk por una intervención de Theodore Long argumentando que la ex gerente general Vickie Guerrero había prohibido su llave "Hell's Gate", tras esta distracción Punk atacó por detrás y realizó su "Anaconda Vise" pero sin siquiera rendirse el árbitro mandó sonar la campana, ganando Punk de manera muy polémica y controversial que emuló a la Traición de Montreal. Sin embargo en Hell in a Cell derrotó a Punk ganando el Campeonato Mundial Peso Pesado de la WWE. Consiguió retener el título en Bragging Rights ante CM Punk, Rey Mysterio y Batista, en Survivor Series frente a The Big Show y Chris Jericho, en TLC: Tables, Ladders & Chairs ante Batista.
En Royal Rumble ante Mysterio también retuvo su título. Durante las semanas previas a Royal Rumble, Shawn Michaels empezó a exigirle un combate de revancha en WrestleMania XXVI, a lo que Undertaker se negó. Sin embargo, en Elimination Chamber, perdió el Campeonato Mundial de Peso Pesado ante Chris Jericho por una interferencia de Shawn. Debido a esto, aceptó la revancha de WrestleMania en la cual Michaels se apostaba su carrera. En WrestleMania XXVI, derrotó a Shawn Michaels, retirándole de su carrera y aumentando a 18-0 su invicto.
Tras su lucha en WrestleMania, se tomó dos meses de descanso, regresando el 28 de mayo de 2010 en SmackDown, derrotando a Rey Mysterio y clasificando para una lucha en Fatal 4-Way por el Campeonato Mundial Peso Pesado de la WWE. Sin embargo, durante su lucha con Rey Mysterio sufrió una rotura del hueso orbital, por lo que fue retirado del evento y dado de baja durante tiempo indefinido. Para explicar su ausencia, Kane dijo que le había encontrado en un estado vegetativo.
Regresó en SummerSlam exonerando a Mystero y tratando de atacar a Kane pero siendo atacado por este último. Durante las semanas siguientes, se encaró a Kane, pero siempre fue derrotado, ya que había perdido su poderes sobrenaturales. Ambos se enfrentaron por el Campeonato Mundial Peso Pesado de Kane en Night of Champions, ganando Kane la lucha.
En el siguiente SmackDown!, Undertaker recuperó sus poderes gracias al regreso de Paul Bearer. Ambos se enfrentaron en Hell in a Cell en un Hell in a Cell match. Durante el combate, Bearer, quien iba con The Undertaker, le traicionó, dándole la victoria a Kane. Finalmente, se enfrentó a Kane una tercera ocasión en Bragging Rights en un Buried Alive match, el cual ganó Kane, reteniendo el campeonato, debido a la interferencia de The Nexus. Después de combate, tuvo que someterse a una operación, por lo que se mantuvo inactivo hasta 2011.

#### Años finales de la racha (2011-2014)
En la edición de Raw transmitida el 21 de febrero de 2011, Calaway hizo su regreso a la WWE (después de varias promos anunciando la fecha), pero fue interrumpido por Triple H, quien tan solo con una mirada lo retó a una lucha en WrestleMania XXVII, que finalmente se confirmó para el 3 de abril de 2011. En WrestleMania XXVII derrotó a Triple H por rendición aumentando su invicto de 19-0. Sin embargo, tras el combate tuvo que ser sacado del ring en una camilla.

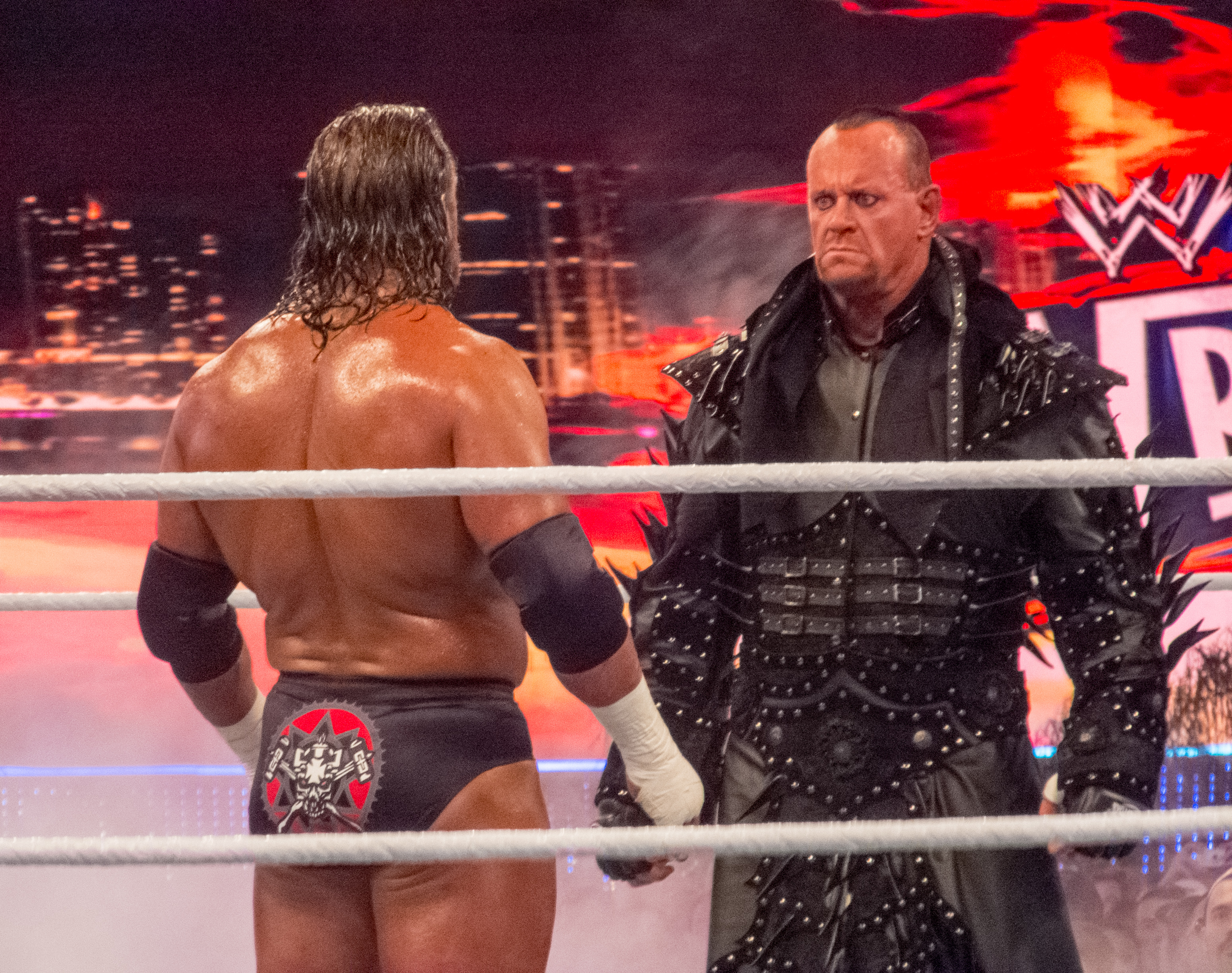
Undertaker haciendo su entrada en WrestleMania XXVIII.

Tras estar un año inactivo, Calaway hizo su regreso a la WWE en la edición de RAW del 30 de enero del 2012, encarándose a Triple H. Después hacia apariciones en videos retando a Triple H pero este se negaba. El 20 de febrero este apareció en persona (calvo pero con capucha) retando de nuevo a Triple H y se pactó la lucha Hell in a Cell match para  WrestleMania XXVIII entre ellos. Finalmente en WrestleMania XXVIII, Undertaker enfrentó a Triple H en un Hell in a Cell match con Shawn Michaels de árbitro especial, lucha que ganó aumentando su invicto a 20-0 en una lucha que recibe el premio a la mejor lucha de ese año. Después del combate Michaels ayudó a levantarse a Calaway y juntos levantaron a Triple H, para terminar abrazándose los tres en el ring como señal de respeto mutuo. Después de meses de inactividad, hizo su regreso por una noche el 23 de julio en el Raw 1000, enfrentándose junto a su hermanastro Kane de un ataque emboscada de Jinder Mahal, Camacho, Hunico, Drew McIntyre, Tyler Reks y Curt Hawkins. Tras estar meses inactivo, hizo su regreso en un house show de SmackDown el 23 de febrero de 2013, haciendo equipo con Sheamus, derrotando a Wade Barrett y Damien Sandow. En la emisión de Raw del 4 de marzo, hizo su reaparición en televisión anunciando al comienzo del mismo que estaría presente en WrestleMania 29 para defender su racha. Para determinar a su rival se realizó un combate entre cuatro luchadores, donde el ganador sería su contrincante, siendo ganador de esta lucha CM Punk.

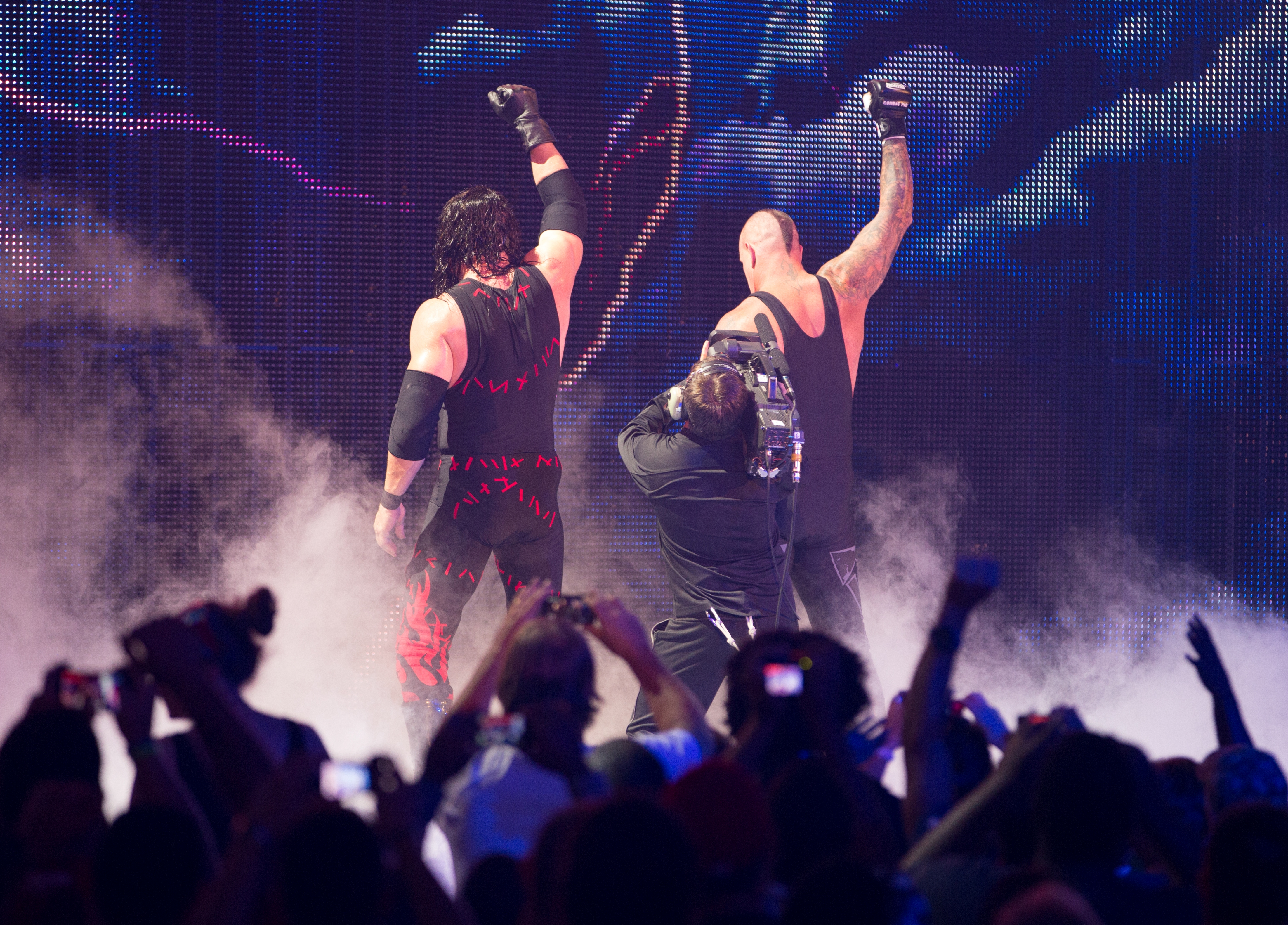
Undertaker junto a Kane en Raw 1000.

En el episodio del 11 de marzo de Raw, Undertaker le rindió tributo a Paul Bearer, quien falleció la semana anterior; al realizar su clásica pose frente a la urna de oro que su mánager usó en vida, fue interrumpido por CM Punk, quien comenzó a provocarlo. Luego más tarde, al término de una lucha sin descalificación entre Punk y Kane, se oyeron las campanadas del Undertaker, las cuales acabaron distrayendo a Punk, costándole la lucha, lo cual dio pie a que cuando Kane y Undertaker le rindieran homenaje nuevamente a Paul Bearer, Punk atacara a Kane con la urna y luego se la llevara y acabara burlándose de la pose de Paul Bearer, para provocar más a Undertaker. Finalmente en WrestleMania 29 derrotó a Punk, recuperando la urna de Paul Bearer y manteniendo su racha invicta con un 21-0.
En la emisión de Raw después de WrestleMania, fue a hablar que su lucha contra Punk fue dedicada a Paul Bearer, sin embargo fue interrumpido por The Shield, y antes de que estos le pudiesen atacar aparecieron Team Hell No (Kane & Daniel Bryan) para hacer el salve, iniciando un feudo con The Shield. La semana siguiente hizo su regreso a SmackDown por primera vez en 3 años enfrentándose a Dean Ambrose, en donde el Undertaker derrotaría a Ambrose, después de aplicarle su llave de sumisión Hell's Gate. Después de aquella lucha el Undertaker se tomaría el resto del año.
Hizo su regreso el 24 de febrero de 2014 en Raw, aceptando el reto de Brock Lesnar a un combate en WrestleMania XXX. En el evento, tras una larga lucha contra Lesnar, sucumbió al recibir un tercer F-5, terminando así con su racha invicta en WrestleMania con un 21-1, en lo que fue descrito como el resultado más impactante e inesperado en la historia de la WWE. Durante el combate sufrió una contusión teniendo que ser llevado en ambulancia al hospital, donde pasó un día.

#### Últimos Feudos (2015-2020)

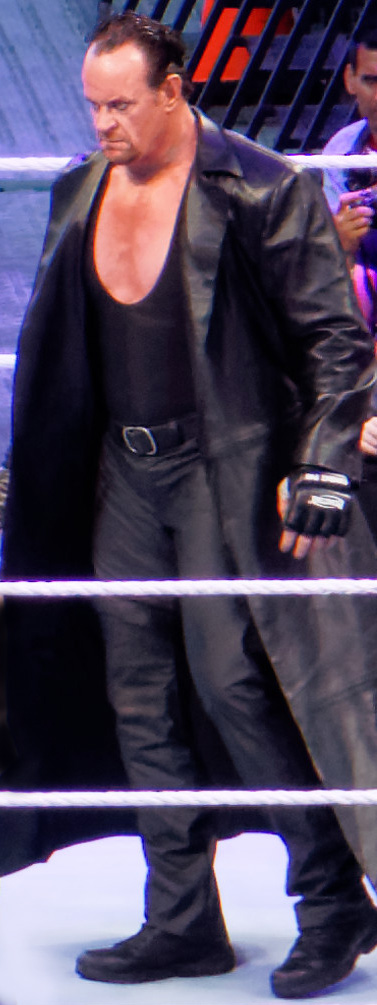
The Undertaker hizo su regreso a WrestleMania 31 para enfrentar a Bray Wyatt, después de la derrota con Brock Lesnar en el anterior WrestleMania,

En febrero de 2015, Bray Wyatt comenzó una serie de promos crípticas que llevaron a Fastlane, donde Wyatt desafió a Undertaker a un combate en WrestleMania 31. En el episodio del 9 de marzo episodio de Raw, Undertaker aceptó el desafío. En el evento el 29 de marzo, Undertaker derrotó a Wyatt, obteniendo su 22.ª victoria en WrestleMania.
En Battleground en julio, Undertaker hizo su regreso, atacando a Brock Lesnar cuando Lesnar estuvo a punto de derrotar a Seth Rollins durante su lucha por el Campeonato Mundial Peso Pesado de la WWE, lo que provocó que la lucha terminara en una victoria por descalificación para Lesnar. La noche siguiente en Raw, Undertaker explicó sus acciones como venganza; no porque Lesnar rompió la racha, sino más bien por la burla constante que le permitió a Paul Heyman hacer. Más tarde esa noche, después de Undertaker y Lesnar pelearon por toda la arena y tuvieron que ser separados, se anunció que se enfrentarían en una revancha de WrestleMania XXX en SummerSlam en agosto. En el evento el Undertaker se rindió lo cual no fue vista por el árbitro tras el reclamo de Paul Heyman al árbitro el Undertaker le aplicó un golpe bajo y derrotó a Lesnar; dejándolo inconsciente con la llave de rendición de Undertaker, Hell's Gate, cambiando a Tweener. En Night of Champions, se anunció que Undertaker se enfrentaría a Lesnar en un Hell in a Cell match en Hell in a Cell. A lo largo de este período, la postura de Undertaker como face o heel fue ampliamente debatida entre los aficionados de la WWE debido a sus tácticas sucias contra Lesnar. El 17 de octubre de 2015, en un house show en Mérida, México, Undertaker hizo equipo con Kane, reuniendo a The Brothers of Destruction para enfrentar a Luke Harper y Braun Strowman de The Wyatt Family. The Undertaker y Kane ganaron después de que Harper se rindiera al Hell's Gate del Undertaker.
En Hell in a Cell una lucha sin descalificación, The Undertaker fue derrotado por Lesnar después de que Lesnar le diese un golpe bajo que ahí si era permitido y de que le aplicara un F-5. Después, Undertaker recibió una ovación de pie por parte del público, cambiando a Face. Sin embargo, él fue atacado y emboscado por toda The Wyatt Family, quienes luego se llevaron a The Undertaker fuera del ring. Después de también emboscar y llevarse a Kane en el siguiente Raw, Wyatt explicó que él había reclamado sus almas. En el episodio del 9 de noviembre de Raw, Brothers Of Destruction regresaron y atacaron a The Wyatt Family, creando una lucha por equipos en Survivor Series. En el evento, The Brothers of Destruction derrotaron a Wyatt y Harper después de que The Undertaker le aplicara a Harper un Tombstone Piledriver por la victoria.
El 22 de febrero de 2016 en Raw, Vince McMahon anunció que Undertaker se enfrentaría
a Shane McMahon en un Hell in a Cell Match en WrestleMania 32, donde si Shane ganaba obtenía el control del programa Raw y Undertaker no podría volver a luchar en WrestleMania. Tras las siguientes semanas, Shane y Undertaker comenzaron fuertes careos por parte de ellos hasta el punto de atacarse duramente. En WrestleMania 32, derrotó a Shane, aumentando su racha a 23-1.
El 8 de noviembre en SmackDown, fue anunciado para aparecer en televisión por motivo de celebración de los 900 episodios de SmackDown Live. El 15 de noviembre en SmackDown, reapareció para confrontar a todos los integrantes del Team SmackDown y advertirles sobre si existiese una derrota por parte de ellos en Survivor Series.
El 9 de enero de 2017 regresó a Raw anunciando esa misma noche su participación en el Royal Rumble, donde buscará volver al evento estelar de WrestleMania. En Royal Rumble entró como el número 29, eliminando a Goldberg, Baron Corbin, The Miz y Sami Zayn pero luego fue eliminado por Roman Reigns.
En la edición de Raw del 6 de marzo regresó a la WWE, respondiendo a la llamada de Braun Strowman, quien en este caso estaba llamando a Roman Reigns, por lo tanto, Braun abandona el cuadrilátero. Justo después, Reings entró en el ring, se encaró al Undertaker, pero este le hizo un potente «Chokeslam» contra la lona, empezando un feudo para WrestleMania. El 13 de marzo en Raw, se confirmó que Reigns sería su oponente para la edición 33 de WrestleMania y su combate pasó a ser un No Holds Barred Match. Ese mismo día Reigns aseguró que el retiraría al Undertaker así como él retiró a Shawn Michaels. El 20 de marzo en Raw, interfirió en el combate entre Braun Strowman y Roman Reigns, aplicándole una Chokeslam a Strowman para luego recibir una Spear de Reigns. Finalizando la edición de Raw con Undertaker haciendo su clásica pose.
Ambos competidores se enfrentaron en el evento principal de WrestleMania. Combate que contó con la aparición especial del legendario comentarista Jim Ross. El combate iba de forma equiparada, ambos competidores parecían tener la oportunidad de ganar. Sin embargo todo cambió cuando Roman Reigns aplicó una multitud de Spears y silletazos a The Deadman. Pero a pesar de tanto castigo recibido, Undertaker seguía levantando el hombro antes de la cuenta de tres. Undertaker perdió toda ofensiva, solo se dedicaba a escapar de los intentos de pinfall de Roman, fue tras una última Spear que Roman Reigns pudo conseguir la victoria.
Después del combate, The Undertaker fue recibido con cánticos de “Thank You Taker” por parte del público presente en el estadio. Undertaker procedió a quitarse los guantes, la chaqueta y el sombrero.

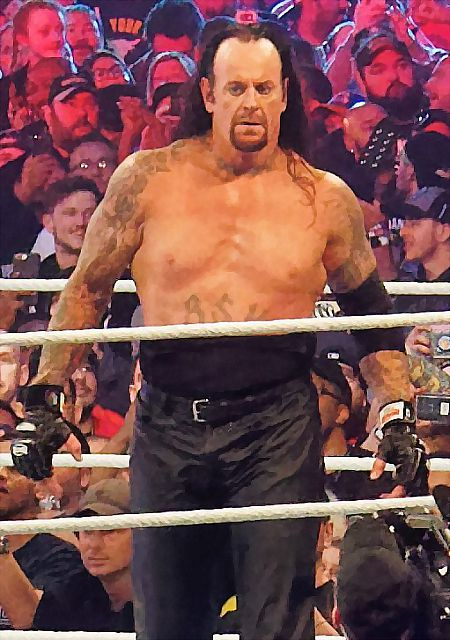
The Undertaker en WrestleMania 34

El 22 de enero hizo su regreso en los 25 años de Raw con una entrada sin efectos, sin guantes y con capucha en vez de saco y sombrero como lo hacía antes,  donde explicó como cayeron víctimas como Stone Cold, Mick Foley y Kane. En la edición de Monday Night Raw del 26 de febrero, John Cena reto a The Undertaker a una lucha en WrestleMania, para después retractarse diciendo que el no pactaba las luchas. Finalmente, en la edición de Raw del 12 de marzo, volvió a retarlo a una lucha en el evento de WrestleMania 34 y así seguido por 4 semanas más, pero sin obtener respuesta por parte del hombre muerto por lo que John Cena decidió ir al espectáculo como parte del público. 
En el evento WrestleMania 34, se pudo visualizar a John Cena entre el público tal y como había prometido interactuando con los demás espectadores. Luego de que Charlotte Flair retuviera su campeonato frente a Asuka sale un árbitro y le indica algo a John Cena lo que provoca que este salga corriendo hacia backstage. Más tarde en la noche, sale John Cena y es anunciado para una lucha, luego sale Elias y es abucheado por el público. Luego de un cruce de palabras John Cena dispone a retirarse, pero se apagan las luces y el sombrero, guantes y gabardina de The Undertaker aparecieron en el ring, siendo posteriormente incendiados por un rayo, seguido de esto sonaron campanadas fúnebres, Undertaker hizo su regreso y derrotó a Cena en una breve lucha aumentando su récord a 24-2. The Undertaker cubrió a Cena después de un «Tombstone Piledriver».
El 27 de abril en Greatest Royal Rumble derrotó a Rusev en un Casket Match, escapando de un «Accolade», metiendo a Rusev en el ataúd mediante un «Chokeslam», pese a la interferencia de Aiden English, quien recibió un «Tombstone Piledriver» y fue metido en el ataúd junto con el búlgaro.
El 4 de junio fue anunciado para participar en el SummerSlam Heatwave Tour el 7 de julio en el Madison Square Garden, haciendo su primera aparición en 8 años en dicho recinto así como su regreso a un tour no televisado desde el 2015, en la gira de WWE en México. En este combate hizo equipo con Roman Reigns y Braun Strowman para enfrentar a Elias, Kevin Owens y el alguacil Baron Corbin, saliendo victoriosos tras una lanza de Reigns a Corbin, un «Running powerslam» de Strowman a Elias y un «Tombstone Piledriver» a Owens.
The Undertaker fue estipulado para un combate "Last Time Ever" vs, Triple H en Super Show-Down. Regresaría interrumpiendo una promo de Shawn Michaels en Raw del 3 de septiembre, presionando a este último a "enterrarlo" una vez más y que el le tenía miedo, por eso jamás volvió a buscarlo. Undertaker volvería en la edición del 17 de septiembre, advitiendole a Triple H que acabaría con su carrera como lo hizo con Michaels y anunció también que tendría en su esquina a Kane para lograr un equilibrio en la lucha. El 1 de octubre en Raw, Interrumpiría junto a Kane una promo de Shawn Michaels, pero saliendo Triple H para salvarlo pero ambos serían atacados con un «Chokeslam» y un «Tombstone Piledriver» para Triple H. 
En Super Show-Down, The Undertaker cayó derrotado ante Triple H luego de una interferencia de Shawn Michaels que fue legal ya que antes de empezar el combate se había anunciado que sería un No disqualification match. Luego del combate les ofrecieron la mano a Kane y Undertaker pero estos los atacaron, y HBK traspaso una mesa tras recibir un Chokeslam. El 16 de octubre apareció en SmackDown Live 1000, donde mando un mensaje para DX, siendo el evento estelar. 
En el Raw del 22 de octubre, Undertaker y Kane aparecieron un video donde anunciaban el entierro de DX, recién regresados la pasada semana. En este segmento se confirmó el regreso de Shawn Michaels a la lucha libre, ya que en Crown Jewel se enfrentarían D-Generation X contra The Brothers of Destruction. El 29 de octubre en Raw, The Undertaker & Kane harían una promo pero fueron interrumpidos por Triple H, Undertaker fue atacado por detrás con un «Sweet Chin Music» de Shawn Michaels, aunque se levantaría y DX abandonaría el ring para dejar a ambos equipos en pie. En Crown Jewel, The Brothers of Destruction fueron derrotados por DX.
En el episodio del 8 de abril de 2019 en Raw, la noche después de WrestleMania 35, el primer WrestleMania en 19 años sin su participación, The Undertaker hizo su aparición, interrumpiendo y atacando a Elias durante una de sus actuaciones musicales. El Enterrador regresó al cuadrilátero para enfrentarse a Goldberg en Super Show-Down en Arabia Saudita el 7 de junio, derrotándolo en el evento principal de la noche en lo que fue su primera lucha entre ambos. El 24 de junio en Raw, durante un 2-on-1 Handicap Match en el que Roman Reigns estaba siendo dominado por Shane McMahon y Drew McIntyre, The Undertaker apareció de repente y atacó a Shane y McIntyre. Más tarde se anunció que Undertaker y Reigns formarían equipo para enfrentarse a McIntyre y McMahon en un No Holds Barred Match en Extreme Rules. En el evento, a pesar de la interferencia de Elias, Undertaker y Reigns ganaron la lucha.
Regresó a SmackDown el 10 de septiembre haciendo una promo, pero fue interrumpido por Sami Zayn, quien le dijo que debía abandonar la lucha y dejarla en manos de talentos más jóvenes. Zayn comenzó a burlarse del enterrador y terminó el segmento recibiendo un chokeslam por su actitud bastante infantil.
En Super ShowDown, reapareció como el participante final sorpresa del torneo por el Trofeo Tuwaiq, donde reemplazó a Rey Mysterio. Durante la lucha, se enfrentó a AJ Styles, a quien derrotó, ganando el trofeo. En Elimination Chamber, nuevamente apareció para ayudar a Aliester Black, atacando a The O.C. (Luke Gallows y Karl Anderson) y posteriormente a Styles, estableciendo una rivalidad  que culminaría en una lucha entre ambos en WrestleMania 36, donde hizo su regreso con su gimmick de “American Badass”, derrotando a Styles en el debut del Boneyard Match. Posterior a ello, realizaría su aparición en la serie-documental de su carrera producido por la WWE llamado “The Last Ride”, donde se hacía un recuento de toda su larga trayectoria y sus logros mientras daban testimonios de su trabajo leyendas del pasado y presente, así como compañeros de la actualidad. El 22 de junio de 2020, tras ser publicado el último capítulo de la serie, anunciaría su retiro de los cuadriláteros. Calaway declaró en el documental: 

"No tengo ningún deseo de regresar al ring. Fue un bonito momento y si alguna vez hubo un final perfecto para una carrera, era ese (refiriéndose a su lucha contra AJ Styles). Ya no tengo nada más que lograr, puedo hacer más bien fuera del ring que dentro".

#### Retiro y Hall Of Fame (2020-2022)
The Undertaker hizo su última aparición como luchador activo el 22 de noviembre del 2020 en Survivor Series, en la misma fecha y en el mismo evento en el cual hízo su debut en la WWE. Al finalizar el evento, hizo oficial su retiro de los cuadriláteros tras 30 años de carrera profesional. 
El 18 de febrero de 2022, WWE anunció que The Undertaker formaría parte del Salón de la Fama de la WWE, cuya ceremonia de inducción se llevara a cabo el 1 de abril en su natal Texas, un día antes de WrestleMania y será inducido por Vince McMahon, siendo inducido el 1 de abril en una ceremonia cargada de emotividad y respetos de las leyendas del pasado y del presente, así como luchadores de la actualidad.

#### Apariciones esporádicas (2023-presente)

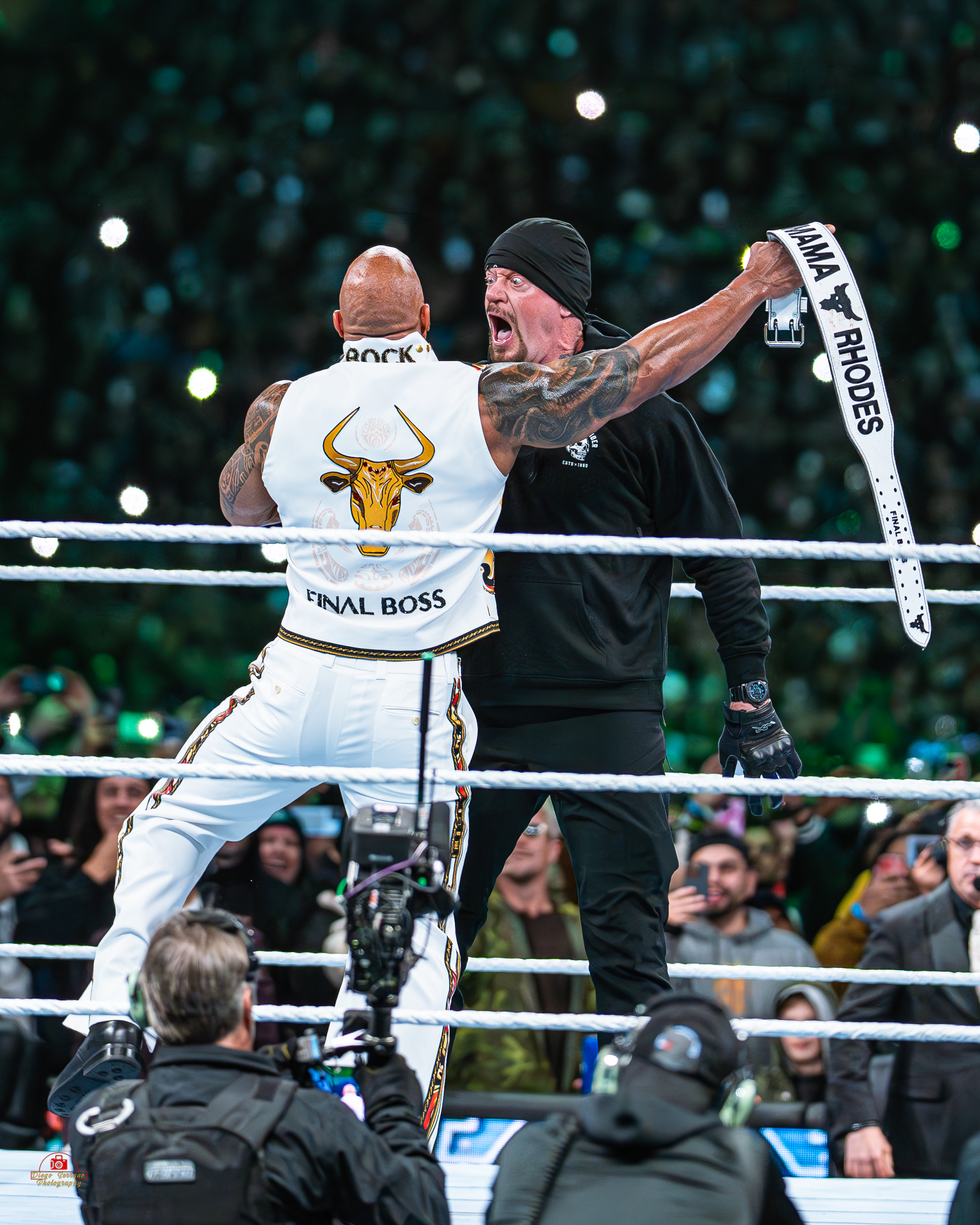
The Undertaker ataca a The Rock durante Wrestlemania XL.

En el episodio de Raw is XXX, hizo una aparición especial con el gimmick de American Badass, durante una promo de LA Knight donde insultaba a las leyendas que habían pasado en Raw. Estuvo a punto de atacarlo, hasta que Bray Wyatt apareció para atacar el mismo a LA Knight. Finalizó su aparición susurrándole unas palabras a Wyatt y posterior a ello, se retiró del ring a bordo de su motocicleta.
En WrestleMania XL apareció momentáneamente para interferir a favor de Cody Rhodes en la lucha estelar por el campeonato Indiscutible de la WWE, atacando a The Rock quien también había interferido a favor de Roman Reigns.

## Personaje
Aunque ha conservado el mismo nombre artístico durante toda su carrera en WWE, el gimmick de The Undertaker ha tenido una gran variedad de cambios. Aun así, ciertas características han sido recurrentes en todas sus encarnaciones, como el uso de tácticas teatrales para causar asombro o temor a sus rivales, su relación con accesorios relacionados a la muerte (ataúdes, cementerios, bolsas para cadáveres, etc.), su eslogan de "Descansa en paz", su maniobra final característica del Tombstone Piledriver, un conteo que hacía que el oponente se asemejara a un cadáver con los brazos cruzados sobre el pecho, etc.
La primera de las encarnaciones de The Undertaker (conocido popularmente como "The Old West Mortician" para diferenciarlo de sus demás versiones), estaba fuertemente basada en los estereotipados empresarios de pompas fúnebres del Salvaje Oeste, famosos por sus apariciones en películas y series del género Western, reflejado en su ropa, compuesta por una gabardina negra, un sombrero de vaquero negro, polainas blancas sobre sus botas y guantes grises. Desde el principio fue acompañado por Paul Bearer, quien cargaba consigo una urna de la cual Undertaker sacaba su poder. Este Undertaker "murió" en el evento Royal Rumble de 1994, al perder su lucha de ataúd contra Yokozuna. Reapareció en SummerSlam, esta vez con un cambio notorio, siendo conocido popularmente como "Deadman" u "Hombre Muerto" en las transmisiones al español, presentando un aspecto más parecido a un zombi, con la piel pálida, pelo más largo, tatuajes y que parecía no sentir dolor. Esta encarnación duró hasta el evento In Your House 11: Buried Alive de 1996.
The Undertaker regresó en el evento Survivor Series, desarrollando una nueva encarnación conocida popularmente como "The Lord of Darkness" o "Ministro de la Oscuridad" en las transmisiones en español. En esta nueva forma contó con una personalidad más humanizada, aunque aún sobrenatural, incorporando elementos góticos y una personalidad más violenta y mezquina. Con el tiempo empezó a mostrar una faceta similar a un líder sectario relacionado con el ocultismo o satanismo, reflejado principalmente con su facción The Ministry of Darkness, con quienes realizaba rituales, sacrificios, secuestros y lavados de cerebro. A finales de 1999, sufrió una lesión legitima que lo dejó fuera durante varios meses, dando por finalizada esta versión del personaje.
Tras su recuperación, The Undertaker regresó en el año 2000 adoptando una forma aún más humanizada. Bajo este nuevo alter ego, The Undertaker era un motociclista sureño de personalidad sarcástica, completamente ausente de sus rasgos y magia de zombi, propios de sus encarnaciones anteriores. En esta versión se dirigía al ring en motocicleta, utilizaba canciones populares de rock como temas de entrada, masticaba tabaco, vestía ropa de mezclilla, camisas estampadas y accesorios deportivos (gafas de sol, collares, pañuelos). Esta etapa es conocida popularmente como "American Badass", en referencia a la canción homónima de Kid Rock. Aunque se conocen las razones de la vida real por las que Calaway decidió adoptar esta nueva personalidad, este cambio tan drástico nunca se explicó dentro del universo ficticio de la WWE. Simplemente se esperó que los fanáticos lo aceptaran sin preguntar. The Undertaker también incorporó técnicas de artes marciales mixtas a su repertorio, como el uso de llaves de sumisión. Esta encarnación duró hasta el evento Survivor Series de 2003, cuando "murió" al ser enterrado vivo.
The Undertaker regresó a su faceta de Deadman en WrestleMania XX, aunque mantuvo elementos de su identidad de American Badass, como su estilo de MMA en el ring, incluyendo postura, golpes y llaves de sumisión; sus poses de victoria levantando el puño, etc. Esta versión "hibrida" de su personaje adoptó una personalidad más teatral y sobrenatural, con el uso de efectos especiales como fuego, electricidad y humo para asustar a sus rivales. También solía teletransportarse cuando se apagaban las luces. A su vez, incorporó gestos como el cortar la garganta con su dedo, expresiones faciales como el girar sus ojos para dejarlos totalmente blancos, manejo de luces, entre otras particularidades. También se introdujeron a los Druidas, un coro de criaturas misteriosas en ocasiones se presentaban para sacar o introducir en escena a The Undertaker. Esta característica se vio por primera vez en su faceta de The Lord of Darkness, pero se explotó más en su última versión. 

## Legado

### Especialidades

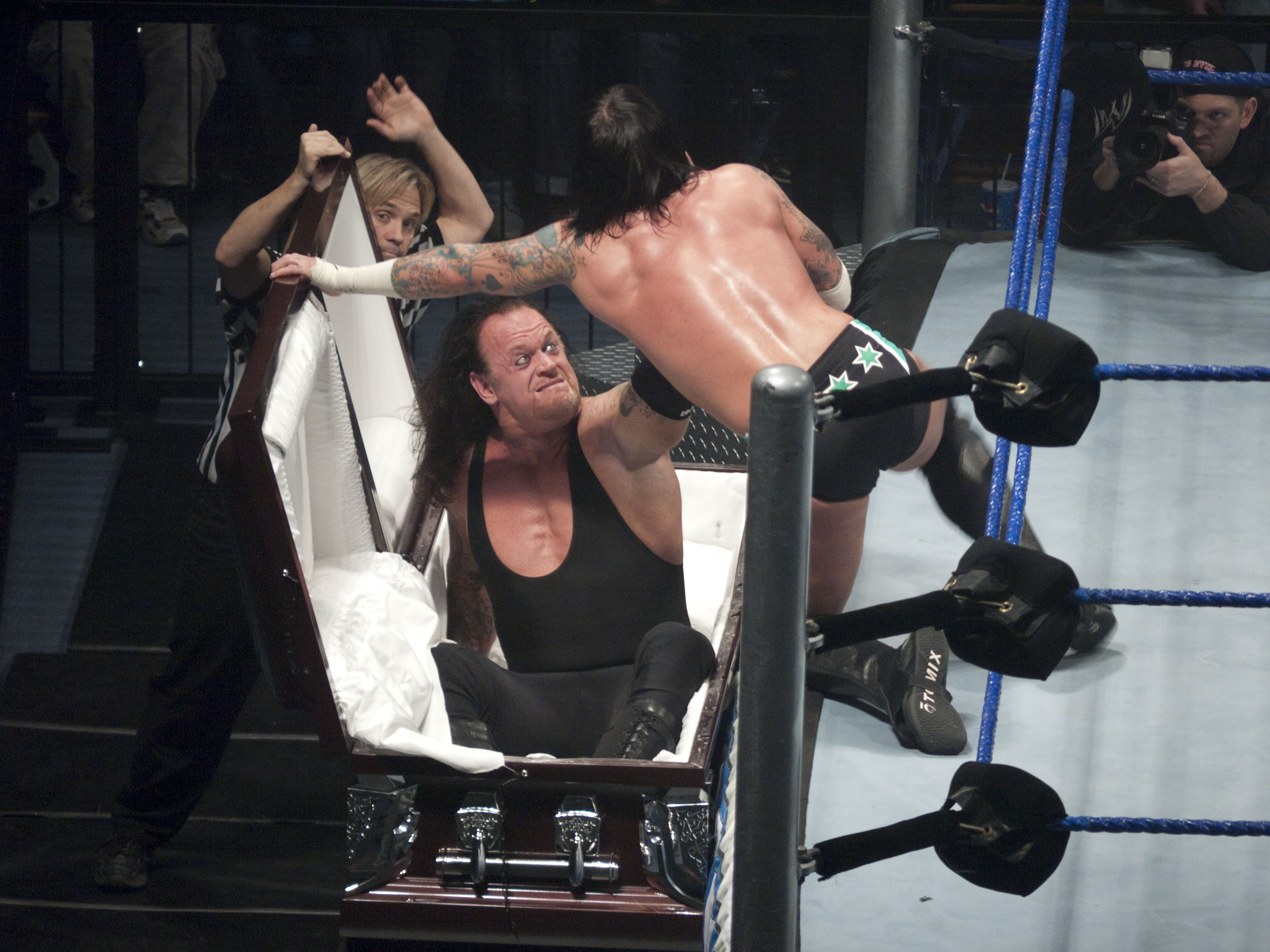
Undertaker atacando a CM Punk desde un ataúd.

Debido al singular gimmick de Calaway, los guionistas de la WWE crearon una serie de combates para acentuar la temática oscura de su personaje. Debido a esto, dentro del kayfabe se consideran sus especialidades, aquellos combates en los que tiene gran experiencia y habilidad para ganarlos. Estos son los combates más destacados:
- Casket Match, derrotando a Yokozuna
- Buried Alive match, derrotando a Mankind
- Hell in a Cell Match, derrotando a Triple H
- Last Ride Match, derrotando a Jon Heidenreich
- Boneyard Match, derrotando a AJ Styles

También ha participado en la primera edición de varios tipos de luchas, entre ellas:
- Boiler Room Match, perdiendo frente a Mankind
- Inferno Match, derrotando a Kane
- Punjabi Prision Match, derrotando a The Big Show
- Chairs match, derrotando a Batista
- Biker Chain Match, perdiendo frente a Brock Lesnar

## Vida personal
Se casó con Jodi Lynn en 1989, con quien tuvo un hijo en 1993, llamado Gunner. Su matrimonio terminó en 1999. Mark conoció a su segunda esposa, Sara, durante una firma de autógrafos en San Diego, California, con quien se casó en San Petersburgo, Florida, el 21 de julio de 2000. En 2007 se divorciaron. Juntos han tenido dos hijas: Chasey, (nacida el 21 de noviembre de 2002), y Gracie, (nacida el 15 de mayo de 2005). A principios de 2008, Sara Calaway dio a conocer mediante una entrevista que se había separado de Mark. Tras su separación, empezó una relación amorosa con Michelle McCool, con quien se casó el 26 de junio de 2010 en Houston, Texas. De este matrimonio nació su cuarto hijo, una niña de nombre Kaia el 28 de agosto de 2012. y también su quinto hijo adoptado, llamado Kolt de 3 años.
Calaway invierte en bienes raíces con su socio de negocios Scott Everhart. Calaway y Everhart terminaron la construcción de un edificio de $ 2,7 millones en Loveland, Colorado, llamado "El Calahart", un acrónimo de sus apellidos. Calaway y su exesposa Sara establecieron el Zeus Compton Calaway Save the Animals en Texas a & M Facultad de Medicina Veterinaria y Ciencias Biomédicas para ayudar a pagar los tratamientos que salvan vidas para los perros de razas grandes.
Durante varias entrevistas dadas en 2019, se supo que Calaway desde su despido de la WCW que el era criticado por su trabajo y le decían "Que nadie pagaria por verlo luchar". También que el durante su personaje como American Badass en 2003, el no quería abandonar su personaje, y menos cambiarlo por el del enterrador. Pero después de unas negociaciones largas se llegó al acuerdo que él volvería a ser el personaje que le dio vida en la antigua ya World Wrestling Federation en WrestleMania XX. 
El 31 de marzo de 2020, Callaway, sufre la pérdida de su sobrino por parte de su esposa Michelle McCool, Rett McCool, a causa de un accidente de tránsito, en el cual su vehículo perdió pista y fue a dar en un barranco perdiendo así su vida.

### Artes marciales mixtas y participación en la UFC
Calaway ha entrenado bajo Rolles Gracie, Jr. para ganar un cinturón negro en jiu-jitsu brasileño.
Calaway es un ávido fanático del boxeo y llevó la bandera de los Estados Unidos mientras lideraba a Team Pacquiao al ring durante la pelea Pacquiao vs. Velázquez en 2005. También estuvo presente en la pelea Lennox Lewis vs. Mike Tyson en 2002.
Calaway también es un ávido fan de las artes marciales mixtas y ha asistido a varios shows de la Ultimate Fighting Championship (UFC), y sus guantes y llave de sumisión Hell's Gate (una gogoplata modificada) también se inspiraron en las artes marciales mixtas, incluyendo un show donde Calaway enfrentó verbalmente al luchador de la UFC Brock Lesnar, quien había perdido aquella noche ante Caín Velásquez, donde pasó junto a él mirándolo. Durante una entrevista que Calaway realizó después de UFC 121 donde participó Lesnar, Calaway respondió a la mirada de Lesnar diciendo «¿Quieres hacerlo?». Con el tiempo lucharon en WrestleMania XXX en 2014, donde Lesnar finalmente dio a Calaway una derrota en un evento WrestleMania. Es amigo cercano del actor Tony Longo y los artistas marciales mixtos Pat Miletich, Jeremy Horn y Matt Hughes.

## Otros medios
Debutó en el cine en un papel de apoyo como Hutch en la película Suburban Commando con Hulk Hogan y Christopher Lloyd en 1991. En el año 1999, apareció durante la grabación del documental de lucha libre profesional Beyond the Mat. También filmó papeles como invitado en Poltergeist: El legado, donde interpretó al Demon Soul Chaser y Deathmatch Celebrity. En 2001, Calaway estuvo como espectador en el show de Deportes canadienses Off the Record with Michael Landsberg.
Calaway habló con Stallone para aparecer en The Expendables 4 Undertaker. Apareció en una película de Netflix llamada Escape The Undertaker que fue estrenada el 5 de octubre.

### Filmografía
| Cine       | Cine                                  | Cine                     | Cine                                                              |
| Año        | Título                                | Papel                    | Notas                                                             |
| ---------- | ------------------------------------- | ------------------------ | ----------------------------------------------------------------- |
| 1991       | Suburban Commando                     | Hutch                    | Rol Debut                                                         |
| 1999       | Beyond the Mat                        | Él mismo                 | Documental                                                        |
| 2021       | Escape The Undertaker                 | Él mismo                 | Documental                                                        |
| Televisión |                                       |                          |                                                                   |
| Año        | Título                                | Papel                    | Notas                                                             |
| 1999       | Poltergeist: The Legacy               | Demonio cazador de almas | Episodios: "Brothers Keeper" / "The Mephisto Strain" (Flashbacks) |
| 1999       | Downtown                              | The Undertaker (voz)     | Episodio: "The Con"                                               |
| 1999       | Celebrity Deathmatch                  | The Undertaker (voz)     | Episodio: "Halloween Episodio I"                                  |
| 2001       | Off the Record with Michael Landsberg | Él mismo                 | 1 episodio                                                        |
| 2002       | America's Most Wanted                 | Él mismo                 | 1 episodio                                                        |

## Campeonatos y logros

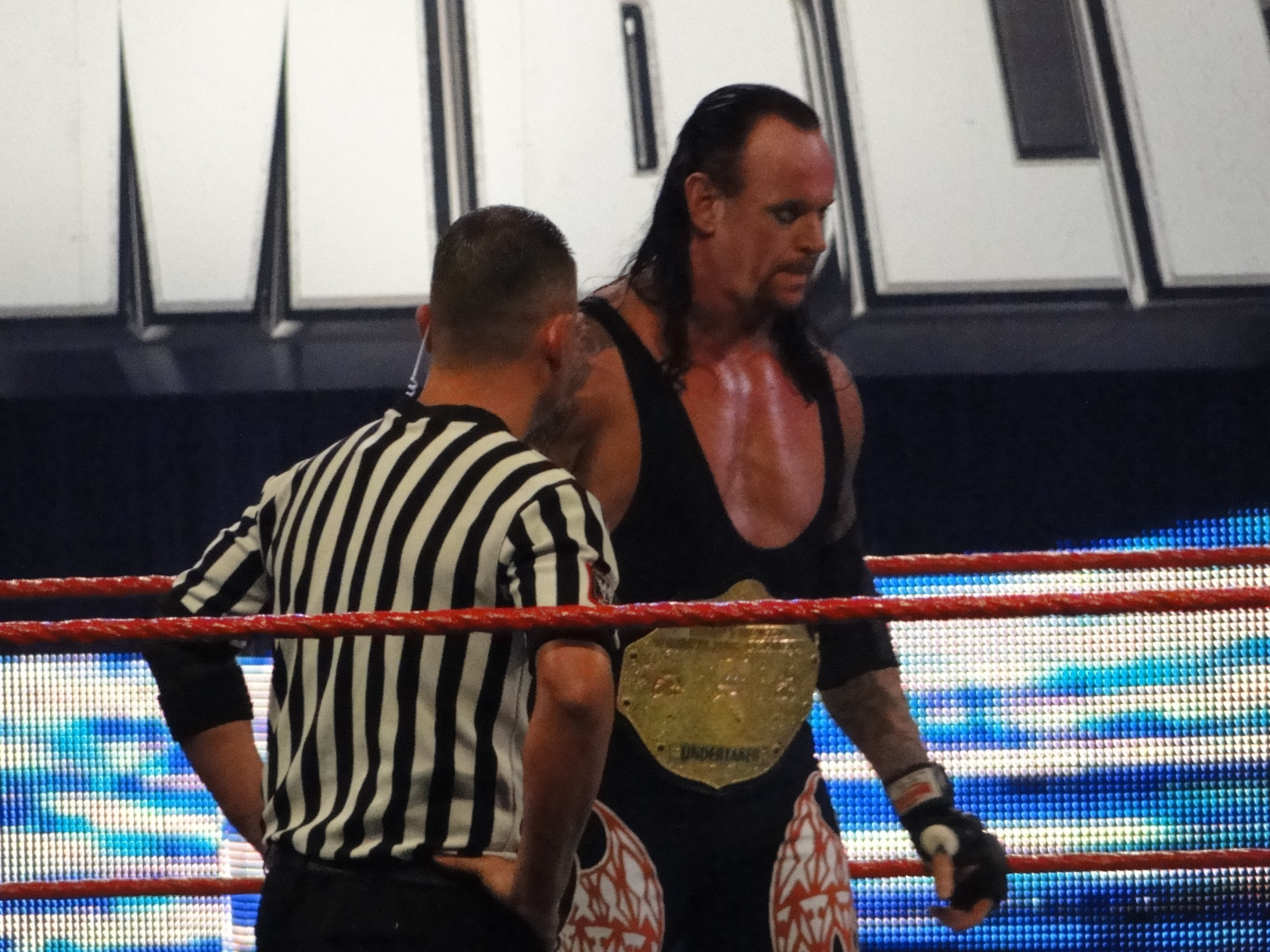
Undertaker como Campeón Mundial de Peso Pesado.

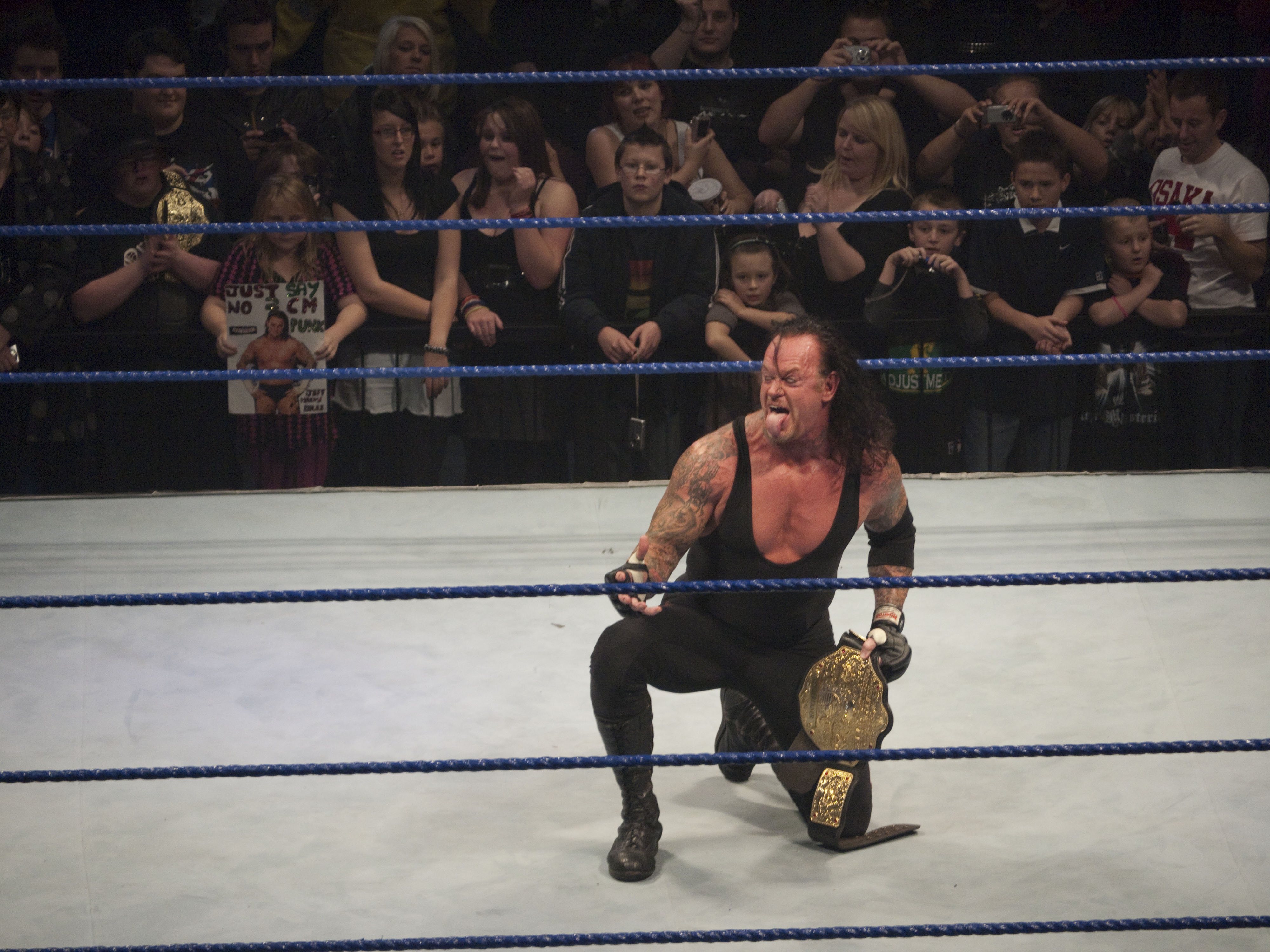
Undertaker durante su tercer reinado como Campeón Mundial de Peso Pesado.

- United States Wrestling Association
  - USWA Unified World Heavyweight Championship (1 vez)[170]
  - USWA Texas Heavyweight Championship (1 vez)[171]

- World Wrestling Federation / Entertainment
  - WWF Championship/Undisputed WWE Championship (4 veces)[172] — Cuarto y último reinado como Undisputed WWE Champion
  - World Heavyweight Championship (3 veces)[173]
  - WWF World Tag Team Championship (6 veces) — con Steve Austin (1), The Big Show (2), The Rock (1) y Kane (2)[174]
  - WCW World Tag Team Championship (1 vez) — con Kane[175]
  - WWF Hardcore Championship (1 vez)[176]
  - Royal Rumble (2007)[177]
  - Elimination Chamber (2008)
  - WWE Hall of Fame (2022)
  - Tuwaiq Mountain Trophy (2020)
  - WWE LFG Championship (Temporada 1)
  - Slammy Award (15 veces)
    - Mejor documental de Wwe Network (2020)
    - Momento del año despedida en Survivor Series (2020)
    - Mejor música de entrada (1997)[178]
    - Mejor tatuaje (1997)[178]
    - Combate del año (2009, 2010, 2012, 2015, 2020) vs. Shawn Michaels en WrestleMania XXV, vs. Shawn Michaels en WrestleMania XXVI, vs Triple H en un Hell in a Cell match en WrestleMania XXVIII,  vs. Brock Lesnar en Hell in a Cell[179][180][181][182] y vs. AJ Styles en la Boneyard match en WrestleMania 36.
    - Momento del año (2010) vs. Shawn Michaels en WrestleMania XXVI[180]
    - Más intimidante (1994)[183]
    - OMG momento del año (2011) Kicking out of Triple H's Tombstone Piledriver en WrestleMania XXVII[184]
    - Rivalidad del año (2015) vs. Brock Lesnar[182]
    - Estrella de mayor magnitud (1997)[178]
    - Mayor golpe de WWF (1996) Sucking Diesel into the abyss at In Your House 6[185]

  - Racha de 21 victorias consecutivas en WrestleMania

- Pro Wrestling Illustrated
  - Lucha del año (1998) vs. Mankind (King of the Ring, 28 de junio)
  - Lucha del año (2009) vs. Shawn Michaels (WrestleMania XXV, 5 de abril)
  - Lucha del año (2010) vs. Shawn Michaels (WrestleMania XXVI, 28 de marzo)
  - Lucha del año (2012) vs. Triple H (WrestleMania XXVIII, 1 de abril)
  - Feudo del año (1991) vs. The Ultimate Warrior[186]
  - Retorno del año (2015)
  - Feudo del año (2015) vs. Brock Lesnar.
  - Situado en el N°21 en los PWI 500 de 1992[187]
  - Situado en el N°46 en los PWI 500 de 1993[188]
  - Situado en el N°23 en los PWI 500 de 1994[189]
  - Situado en el N°14 en los PWI 500 de 1995[190]
  - Situado en el N°19 en los PWI 500 de 1996[191]
  - Situado en el N°6 en los PWI 500 de 1997[192]
  - Situado en el N°5 en los PWI 500 de 1998[193]
  - Situado en el N°8 en los PWI 500 de 1999[194]
  - Situado en el N°11 en los PWI 500 de 2001[195]
  - Situado en el N°2 en los PWI 500 de 2002[196]
  - Situado en el N°18 en los PWI 500 de 2003[197]
  - Situado en el N°23 en los PWI 500 de 2004[198]
  - Situado en el N°26 en los PWI 500 de 2005[199]
  - Situado en el N°59 en los PWI 500 de 2006[200]
  - Situado en el N°5 en los PWI 500 de 2007[201]
  - Situado en el Nº6 en los PWI 500 de 2008[202]
  - Situado en el Nº11 en los PWI 500 de 2009[203]
  - Situado en el Nº8 en los PWI 500 de 2010[204]
  - Situado en el N°21 dentro de los mejores 500 luchadores de la historia — PWI Years, 2003.[205]

- Wrestling Observer Newsletter
  - WON Mejor personaje — 1990, Hombre muerto
  - WON Mejor personaje — 1991, Hombre muerto
  - WON Mejor personaje — 1992, Hombre muerto
  - WON Mejor personaje — 1993, Hombre muerto
  - WON Mejor personaje — 1994, Hombre muerto
  - WON Luchador más sobrevalorado — 2001
  - WON Peor lucha del año — 2001, con Kane vs. KroniK (Unforgiven, 23 de septiembre)
  - WON Peor feudo del año — 1993, vs. Giant Gonzáles
  - WON Mejor heel — 1991
  - WON Luchador menos favorito de los lectores — 2001
  - WON Feudo del Año — 2007, vs. Batista
  - WON Lucha del año — 2009, vs. Shawn Michaels WrestleMania XXV, 5 de abril
  - WON Lucha del año — 2010, vs. Shawn Michaels WrestleMania XXVI, 28 de marzo
  - Lucha de 5 estrellas; vs. Shawn Michaels (Bad Blood, 5 de octubre de 1997)